# Dinéault
Dinéault [dineɔl] (en breton : Dineol [ˈdine̞ol]) est une commune française du département du Finistère, en région Bretagne.

## Géographie

### Situation
Dinéault est située à quelques kilomètres au nord-ouest de Châteaulin et à l'entrée de la presqu'île de Crozon.
Le bourg de Dinéault, en breton Dineol, se niche sur les hauteurs qui dominent les méandres de l'Aulne maritime et l'un des sommets de la Bretagne, le Ménez Hom (330 m d'altitude) se trouve dans la partie occidentale du finage communal.
| - Carte topographique de la commune de Dinéault. |

| Trégarvan            | Aulne maritime, Rosnoën | Pont-de-Buis-lès-Quimerc'h |
| Saint-Nic, Ménez Hom | Dinéault                | Port-Launay                |
| Plomodiern           | Cast                    | Châteaulin                 |

### Relief et hydrographie

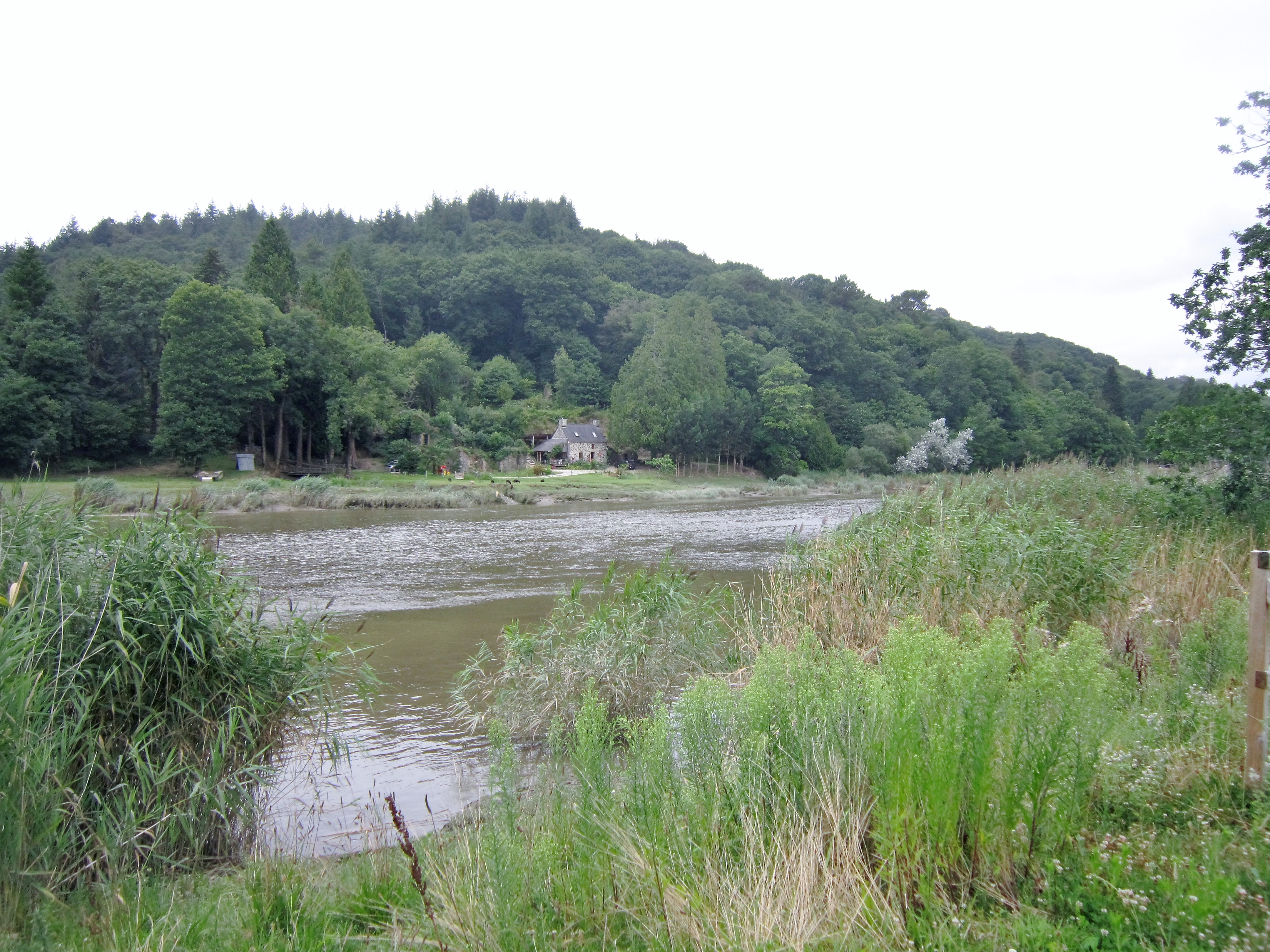
Le bois de Trévoazec et Meilh Dour (en Dinéault) vus du sentier littoral longeant la rive droite de l'Aulne maritime (en Saint-Ségal) en aval de Guily Glaz.

Le finage de Dinéault est très vallonné, les altitudes allant du niveau de la mer au sommet du Ménez Hom situé à 330 mètres d'altitude à l'ouest du territoire communal (malgré la modestie de l'altitude, en raison de la proximité de la mer, cette partie de la commune présente des aspects presque montagnards) ; le Ménez Bras, à l'est de la commune, s'élève à 234 mètres (ce qui a permis l'implantation de 4 éoliennes, dont la première installée dans le Finistère en 1999) ; le bourg est vers 105 mètres d'altitude. Les pentes sont souvent fortes, les petits affluents de rive gauche de l'Aulne maritime, à pente forte, creusent leur vallée dans le plateau, surtout dans leur partie aval proche de leur confluence avec le fleuve côtier, notamment de l'est vers l'ouest le ruisseau de Rozarnou, le Roudou Hir et le Garvan et ses affluents (le Garvan sert de limite communale avec Trégarvan dans sa partie aval, y compris au niveau de l'anse du Garvan), mais aussi plusieurs autres d'importance très modeste. Tous ont leur source sur le territoire communal, dont la pente générale est orientée vers le nord en direction de l'Aulne maritime.
Les pentes fortes de rive gauche de l'Aulne maritime sont restées boisées (d'amont en aval, le bois du Chap, le bois de Trévoazec, le bois de Rozarnou sont les principaux d'entre eux), de même qu'une partie des pentes sud et est du Ménez Hom, où la lande occupe aussi des espaces importants.
Un très ancien cours de l'Aulne traverse le territoire communal, rejoignant la vallée de l'Aber.

### Géologie
« Des couches d'hématite brune et rouge se montrent au milieu des terrains silurien et surtout dévonien, notamment dans les communes de Landévennec, Argol, Trégarvan, Dinéault, Rosnoën ; quelques-unes peuvent être suivies sur plusieurs kilomètres. L'épaisseur, quelquefois très grande, est très variable, comme la qualité du minerai, qui passe graduellement de l'hématite brune fibreuse la plus riche au grès simplement coloré. On trouve les traces d'anciennes exploitations en une foule de points, ainsi que des scories anciennes, mais on n'a pas conservé le souvenir de ces travaux très anciens ».
Des affleurements de dolérite sont visibles aussi à Dinéault, matérialisant une vaste cicatrice entre des terrains de l'ordovicien supérieur et du silurien, courant de Crozon à Dinéault. Des schistes et quartzites dits « de Plougastel » affleurent également, mais les points les plus élevés sont généralement constitués de grès armoricain, une roche très résistante à l'érosion.

### Transports
Même si la RD 887 (ancienne route nationale 787), l'un des deux axes routiers principaux permettant d'accéder à la presqu'île de Crozon, traverse la partie sud de la commune, la majeure partie du territoire communal n'est desservi que par des routes secondaires étroites, sinueuses et pentues qui font de Dinéault un territoire enclavé, même si la route départementale 60 dessert le bourg et continue ensuite en direction de Trégarvan.
L'Aulne maritime a constitué un prolongement du canal de Nantes à Brest, mais seul un port très sommaire, au lieu-dit « Le Passage » (qui, comme son nom l'indique, a longtemps été un lieu de franchissement de l'Aulne en direction de Rosnoën grâce à un bac dont les tarifs fixés en 1853 par un décret impérial sont connus) a desservi Dinéault en raison de la topographie des lieux. Le lieu-dit Le Passage entre Rosnoën et Dinéault se nommait en breton Treiz Guenhel, le nom provenait du breton Treiz (« passage ») et de saint Guinal, dont la chapelle éponyme se trouvait en haut de la côte menant à Dinéault. Ce fut longtemps un axe de passage important reliant Sainte-Marie-du-Ménez-Hom au Léon, emprunté entre autres par les marchands se rendant aux foires. Une cale fut construite en 1858 pour faciliter le passage. Ce fut alors un point de départ possible pour les excursions du Ménez Hom.

### Habitat
Le paysage agraire traditionnel est celui du bocage avec un habitat rural dispersé en écarts formés de hameaux et fermes isolées. Le bourg, traditionnellement de faible importance, a grossi ces dernières années en raison de la création de lotissements, notamment la "Cité du Garvan" à l'est du bourg en raison de la proximité de la ville de Châteaulin, située juste à l'est de la commune, et de l'implantation à sa limite sud de l'École de gendarmerie de Châteaulin à Ty Vougeret. Néanmoins la commune a conservé pour l'essentiel son caractère rural traditionnel, échappant à la périurbanisation et au mitage des campagnes. La rive de l'Aulne est restée inhabitée, en raison des fortes pentes et de l'absence de port ; de même pour les flancs du Ménez Hom en raison de l'altitude.

### Écologie
Dinéault fait partie du parc naturel régional d'Armorique.
Dinéault a été classée en 2004 dans un programme LIFE-Nature "Conservation du Phragmite aquatique en Bretagne", programme renouvelé depuis, notamment pour quatre années en 2017, qui apporte son aide financière pour aider à la protection de la biodiversité. À Dinéault, il s'agit en l'occurrence des 55 hectares du site de Rosconnec et de ses roselières, qui forme une ZNIEFF. Désormais les roselières pourront être entretenues, car elles servent d'étape et de cantine sur le chemin migratoire d'une petite fauvette, le phragmite aquatique, qui part des grands marais de Pologne et d'Ukraine vers l'Afrique.

### Hydrographie
Pour un article plus général, voir Réseau hydrographique du Finistère.
La commune est située dans le bassin Loire-Bretagne. Elle est drainée par l'Aulne, le canal de Nantes à Brest, le Garvan, le Roudou Hir et divers autres petits cours d'eau,.
L'Aulne maritime, en fait une ria, limite à l'est et surtout au nord la commune. Son tracé dessine peu après son entrée en limite du territoire communal un grand méandre très accentué, le méandre de Rosconnec, dont la rive convexe, en pente douce côté ouest (la pente est plus accentuée côté est) se prolonge dans le lit majeur par des marais maritimes assez étendus ; en continuant vers l'aval, le lobe de rive concave du méandre de Rozarnou est par contre peu accentué et, à cet endroit, le lit mineur de l'Aulne longe directement le territoire communal ; en continuant vers l'aval, le cours de l'Aulne maritime devient plus rectiligne, orienté est-ouest, jusqu'à l'anse du Garvan qui marque sa sortie de la commune. D'une longueur de 144 km, il prend sa source dans la commune de Lohuec et se jette  dans la rade de Brest en limite de Landévennec et de Rosnoen, après avoir traversé 27 communes.  Les caractéristiques hydrologiques de l'Aulne sont données par la station hydrologique située sur la commune de Châteaulin. Le débit moyen mensuel est de 30,7 m3/s. Le débit moyen journalier maximum est de 419 m3/s, atteint lors de la crue du 25 décembre 2013. Le débit instantané maximal est quant à lui de 604 m3/s, atteint le même jour.

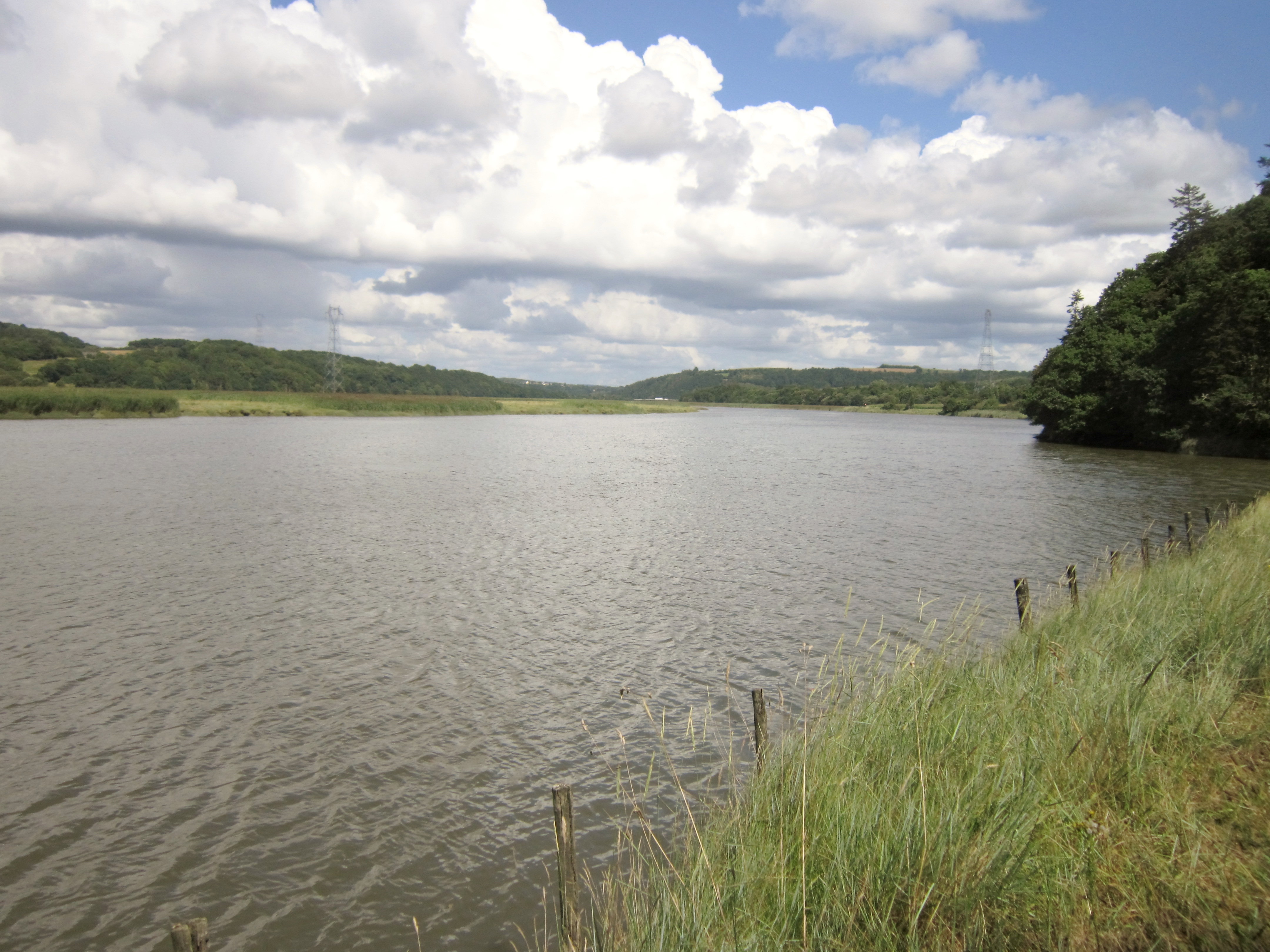
L'Aulne maritime, vue vers l'amont depuis Rozarnou.
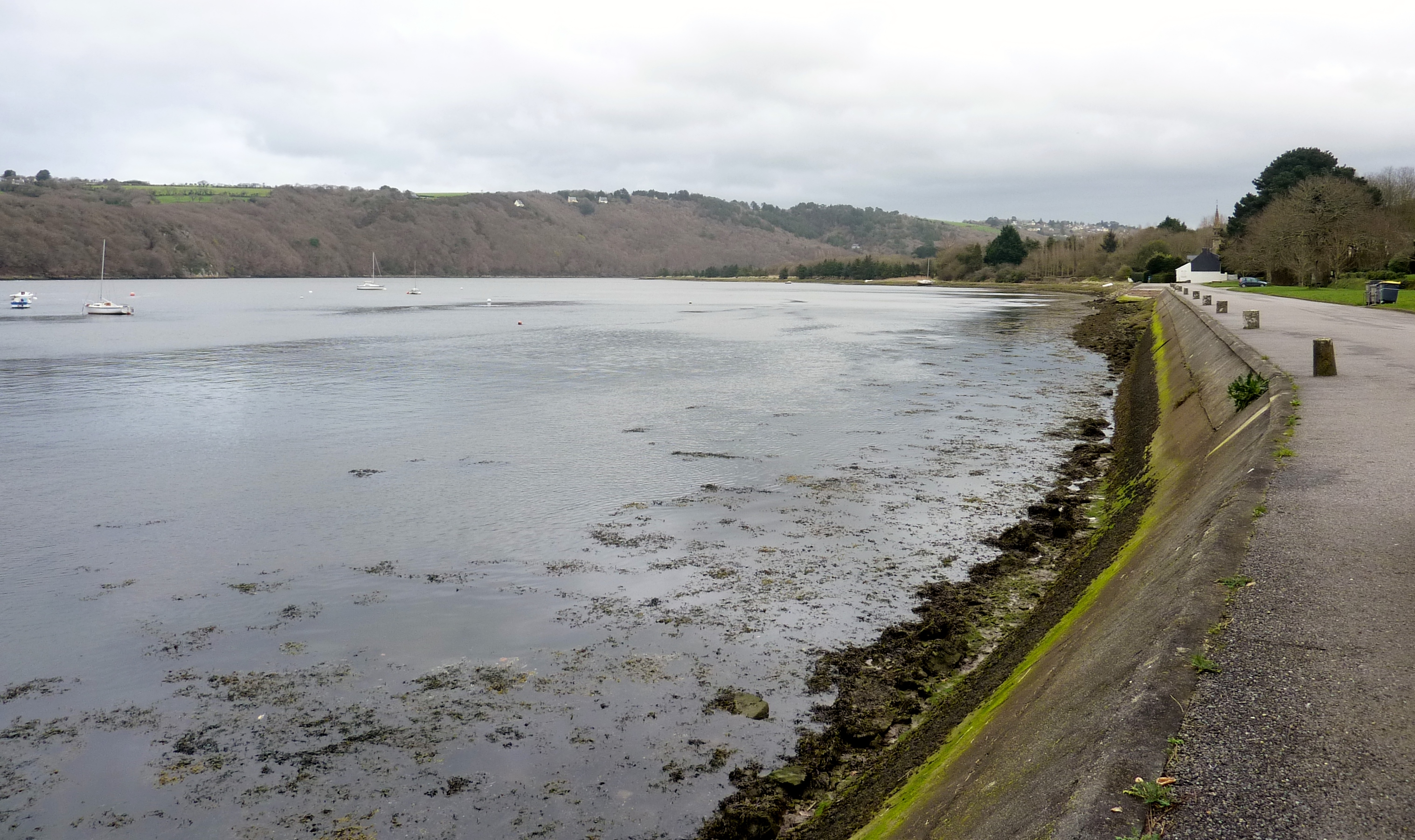
Le quai du port du Passage et l'Aulne maritime vue vers l'amont.
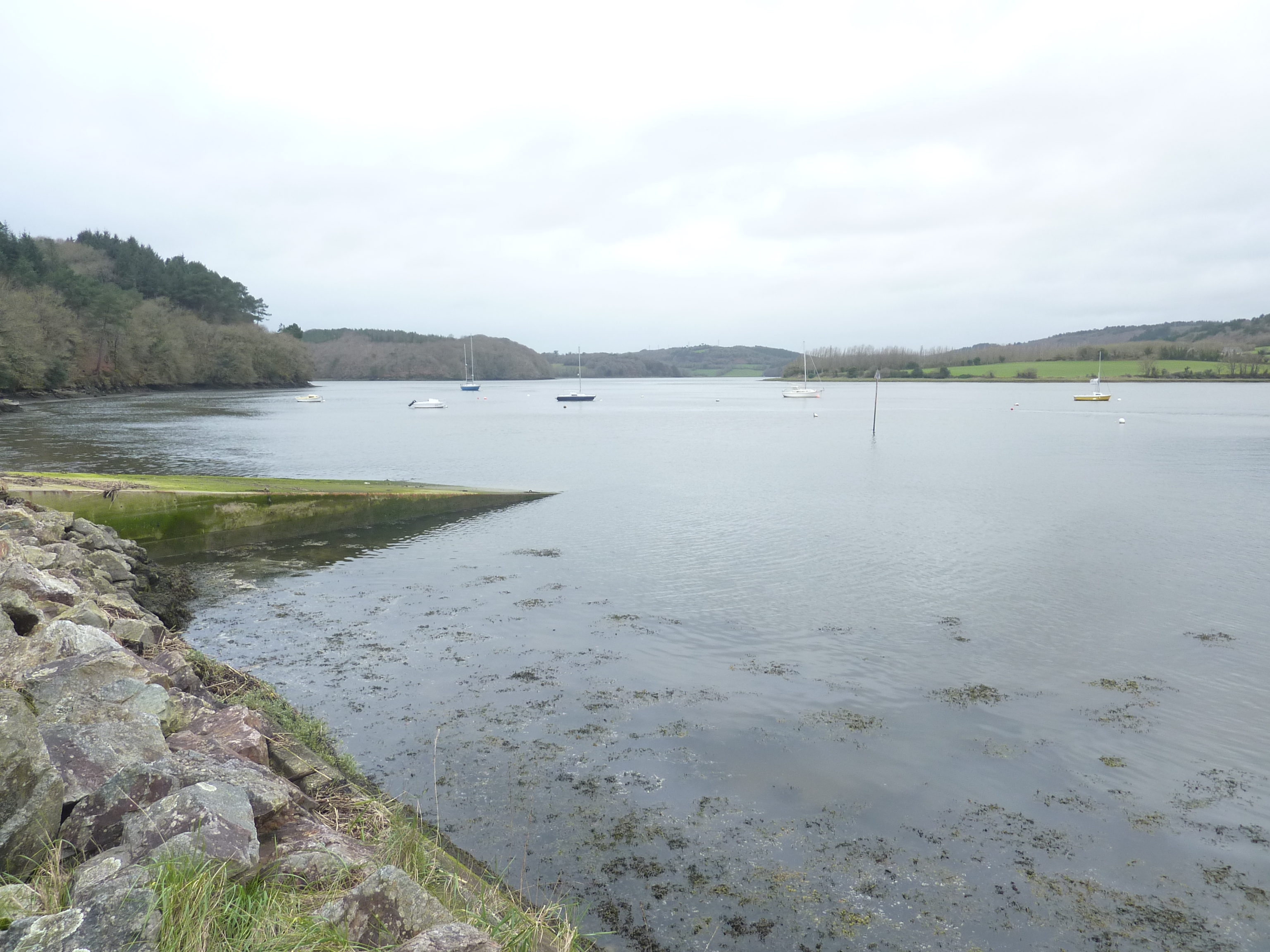
L'Aulne maritime vue vers l'aval au lieu-dit « Le Passage » ; au premier plan à gauche le quai et la cale.

Le canal de Nantes à Brest est un canal, chenal et un estuaire et un cours d'eau naturel navigable sur une grande partie de son cours, d'une longueur de 364 km. Il prend sa source dans la commune de Nort-sur-Erdre et se jette  dans la Loire à Nantes. 

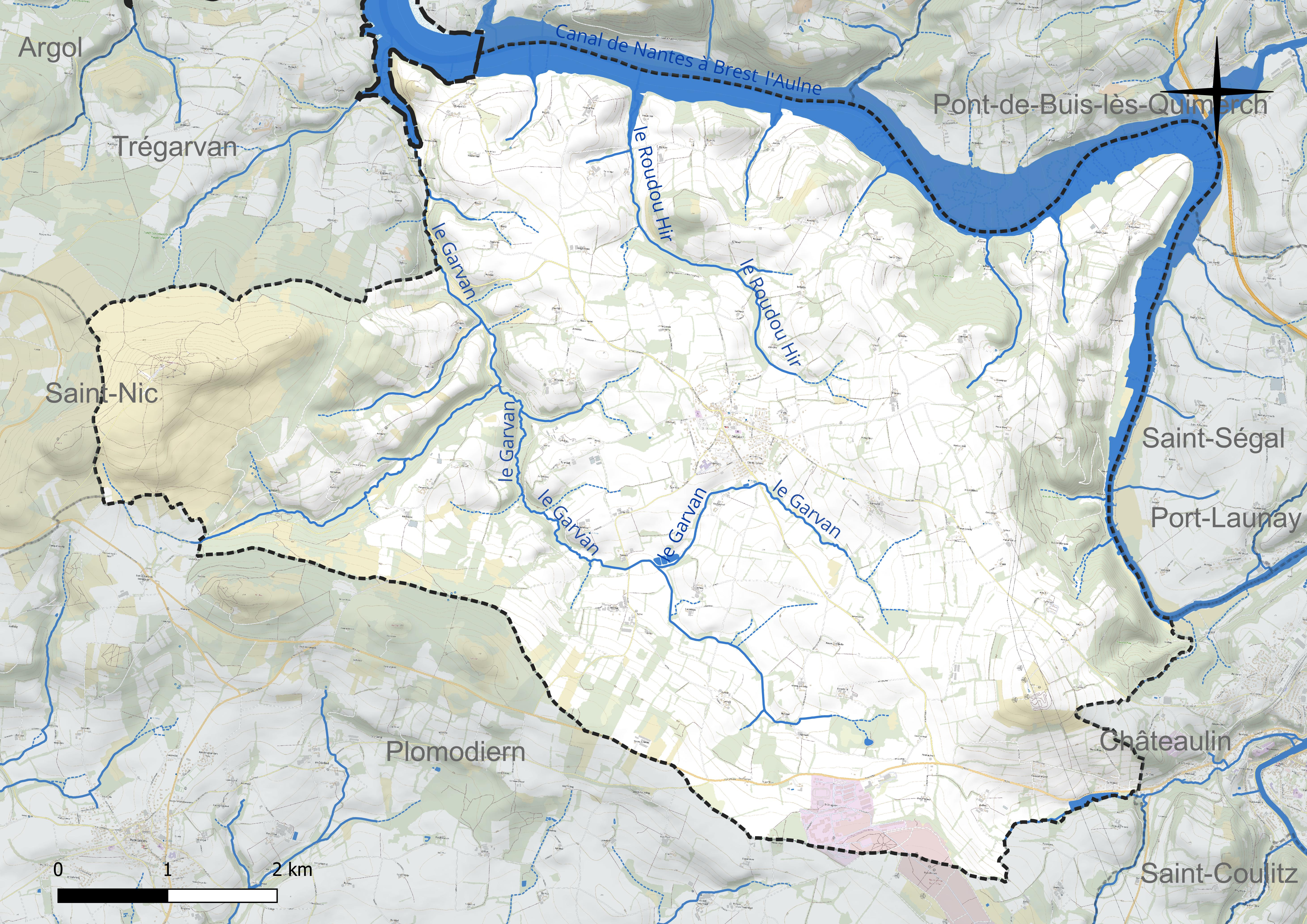
Réseau hydrographique de Dinéault.

### Climat
Pour des articles plus généraux, voir Climat de la Bretagne et Climat du Finistère.
En 2010, le climat de la commune est de type climat océanique franc, selon une étude du CNRS s'appuyant sur une série de données couvrant la période 1971-2000. En 2020, Météo-France publie une typologie des climats de la France métropolitaine dans laquelle la commune est exposée à un climat océanique et est dans la région climatique  Finistère nord, caractérisée par une pluviométrie élevée, des températures douces en hiver (6 °C), fraîches en été et des vents forts. Parallèlement l'observatoire de l'environnement en Bretagne publie en 2020 un zonage climatique de la région Bretagne, s'appuyant sur des données de Météo-France de 2009. La commune est, selon ce zonage, dans la zone « Monts d'Arrée », avec des hivers froids, peu de chaleurs et de fortes pluies.  
Pour la période 1971-2000, la température annuelle moyenne est de 11,1 °C, avec  une amplitude thermique annuelle de 11 °C. Le cumul annuel moyen de précipitations est de 1 172 mm, avec 17 jours de précipitations en janvier et 9 jours en juillet. Pour la période 1991-2020, la température moyenne annuelle observée sur la station météorologique la plus proche, située sur la commune de Saint-Ségal à 7 km à vol d'oiseau, est de 11,8 °C et le cumul annuel moyen de précipitations est de 1 126,1 mm,. Pour l'avenir, les paramètres climatiques de la commune estimés pour 2050 selon différents scénarios d'émission de gaz à effet de serre sont consultables sur un site dédié publié par Météo-France en novembre 2022.

## Urbanisme

### Typologie
Au 1er janvier 2024, Dinéault est catégorisée bourg rural, selon la nouvelle grille communale de densité à 7 niveaux définie par l'Insee en 2022.
Elle est située hors unité urbaine. Par ailleurs la commune fait partie de l'aire d'attraction de Pleyben - Châteaulin, dont elle est une commune de la couronne,. Cette aire, qui regroupe 18 communes, est catégorisée dans les aires de moins de 50 000 habitants,.
La commune, bordée par la mer d'Iroise, est également une commune littorale au sens de la loi du 3 janvier 1986, dite loi littoral. Des dispositions spécifiques d'urbanisme s'y appliquent dès lors afin de préserver les espaces naturels, les sites, les paysages et l'équilibre écologique du littoral, tel le principe d'inconstructibilité, en dehors des espaces urbanisés, sur la bande littorale des 100 mètres, ou plus si le plan local d'urbanisme le prévoit.

### Occupation des sols

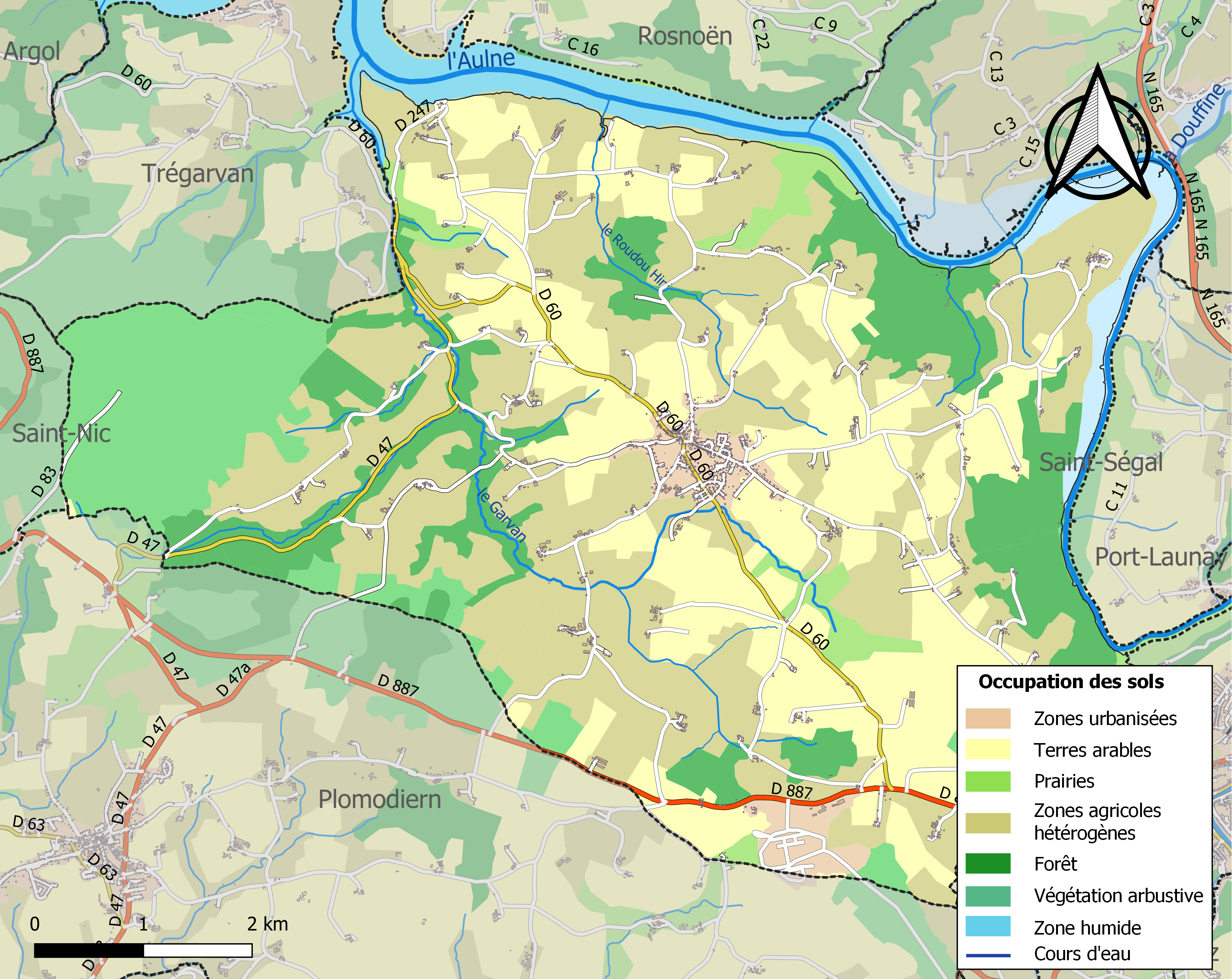
Carte des infrastructures et de l'occupation des sols de la commune en 2018 (CLC).

Le tableau ci-dessous présente l' occupation des sols de la commune en 2018, telle qu'elle ressort de la base de données européenne d'occupation biophysique des sols Corine Land Cover (CLC).
| Type d'occupation                                                                   | Pourcentage | Superficie (en hectares) |
| ----------------------------------------------------------------------------------- | ----------- | ------------------------ |
| Tissu urbain discontinu                                                             | 1,8 %       | 81                       |
| Zones industrielles ou commerciales et installations publiques                      | 1,3 %       | 58                       |
| Terres arables hors périmètres d'irrigation                                         | 27,4 %      | 1239                     |
| Prairies et autres surfaces toujours en herbe                                       | 2,4 %       | 109                      |
| Systèmes culturaux et parcellaires complexes                                        | 40,0 %      | 1807                     |
| Surfaces essentiellement agricoles interrompues par des espaces naturels importants | 0,8 %       | 35                       |
| Forêts de feuillus                                                                  | 11,1 %      | 500                      |
| Forêts de conifères                                                                 | 0,6 %       | 25                       |
| Forêts mélangées                                                                    | 3,8 %       | 170                      |
| Landes et broussailles                                                              | 10,3 %      | 467                      |
| Forêt et végétation arbustive en mutation                                           | 0,3 %       | 13                       |
| Marais intérieurs                                                                   | 0,3 %       | 14                       |
| Estuaires                                                                           | 0,07 %      | 3                        |
| Source : Corine Land Cover                                                          |             |                          |

## Toponymie
Le nom de la localité est attesté sous les formes Dineule au XIe siècle, Dineult en 1400, Dineaull en 1405, Dineul en 1460, Dyneaul en 1516, Dineaul en 1536, Dyneaul en 1574, Dinol en 1579, Dineol en 1636 et enfin Dineault en 1779.
Le nom vient du breton « din » (colline fortifiée) et de « heol » (soleil)[réf. nécessaire].
Le nom breton de la localité est Dineol.

## Histoire

### Préhistoire
Selon Benjamin Girard qui écrit en 1889 la commune de Dinéault « conserve encore quelques monuments mégalithiques, notamment plusieurs dolmens, et un menhir conservé dans une enceinte retranchée, à Kérédan. Près de ce monument on a découvert un souterrain, composé d'une galerie de 8 m de longueur sur 1,5 m de hauteur, et de deux grottes de dimension inégales, placées aux extrémités de cette galerie avec laquelle elles communiquent par d'étroites portes cintrées ». Un autre souterrain existe à Ty-ar-Gall ; il s'agissait probablement de sépultures.

### La déesse Brigit [Brigitte]

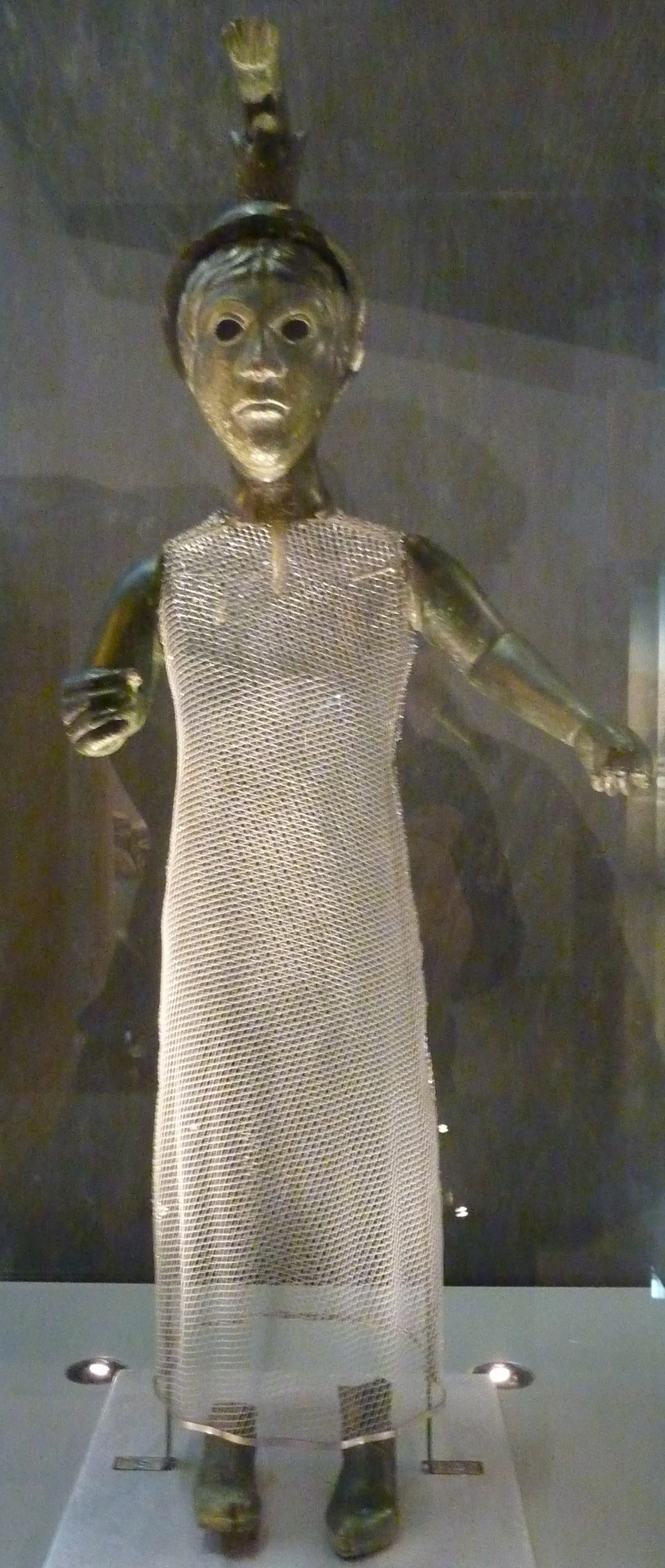
Statue de la déesse Brigit [Brigitte], trouvée au pied du Ménez-Hom (art celto-romain, musée de Bretagne, Rennes).

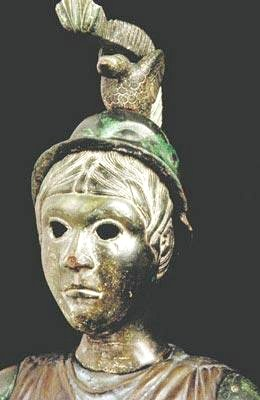
Brigitte, déesse celto-romane trouvée sur les flancs du Ménez Hom.

En 1913, une petite tête en bronze d'une déesse casquée celto-romane, fut découverte par un agriculteur, Jean Labat, sur le flanc oriental du Ménez Hom à Kerguilly en Dinéault dans une lande nommée Gorred-ar-C'hoad à 3,2 km du sommet. Vers 1928, le même agriculteur, reprenant ses recherches, trouva dans une cavité le reste du corps, revêtu d'une longue robe à plis, les bras nus avec une sorte de grand collier autour du cou et portant des sandales. Un casque, bien que de type celtique, portait la figuration des trous de visée caractéristiques de modèle grec à la mode dans l'Empire romain jusqu'au milieu du Ier siècle, ainsi qu'un très long cimier (brisé) destiné à porter des plumes s'y trouvaient également, la statue mesurant au total 70 centimètres. Sans doute portait-elle une lance. La forme de son visage et l'oie sur le casque montrent des influences celtiques. On l'a comparée à Athéna, Minerve, Sequana et même aux représentations de la Vierge. Elle a été acquise en 1972 par le musée de Bretagne à Rennes. On la date probablement de la seconde moitié du Ier siècle. Une copie de la statue se trouve dans le hall de la mairie de Dinéault.
Cette statue a été assimilée par René Sanquer et Donatien Laurent à la déesse celte Brigitte (ou Brigit, ou Belisama, ou Brigantia, ou Berhet, ou Berc'hed), déesse universelle des Celtes dans les textes irlandais du début du Moyen Âge. Le nom proviendrait de la racine celtique brigo- signifiant « force, puissance, vigueur », qui ressemble phonétiquement à une autre racine celtique briga « colline, mont », puis « forteresse » qu'on retrouve souvent en toponymie.
Une voie romaine venant de Vorganium passait par la chapelle de Lospars en Châteaulin, Dinéault, 2,4 km au sud d'Argol, Crozon et la chaussée de l'anse du Kerloc'h pour parvenir à Camaret.

### Moyen Âge
Au Xe siècle, la paroisse de Dinéault, nommée « plebs nomine Dineule », fut donnée à l'abbaye de Landévennec, par une certaine Iunargant, femme de sang royal.
En 1448, Dinéault comptait huit terres nobles (Kervern, Trefgoazec, Kergoët, Lézaff, Kerdazoët, Kerméno, Tréviec, Kermellec), le double en 1536, avec Kervennic, Penfrat, Kermeur, Kerguern, Kerfregan, le Rest, Kergano, Rozarnou, Kerneurhel en plus. Tous ces manoirs ont disparu de nos jours. La seigneurie de Rosarnou appartenait à la fin du XVe siècle à la maison de Kersauson. En 1535, Raoul de Kersauson est le donateur du vitrail de la chapelle Saint-Exupère de Dinéault.

### Époque moderne
La famille de Trégoazec, seigneur du dit lieu, était présente aux réformations et montres de l'évêché de Cornouaille entre 1448 et 1562 ; elle fut reconnue d'ancienne extraction noble depuis au moins 7 générations lors de la réformation de la noblesse de 1670. La famille de Penfeunteniou (Cheffontaines) était entre autres seigneur de Rosarnou au XVIIIe siècle.
Cette commune est connue pour des faits[évasif] liés à la révolte des Bonnets rouges en 1675.
La « maladie de Brest » (le typhus) gagna en février 1758 la presqu'île de Crozon et dans les premiers jours de mars se répandit dans la subdélégation du Faou. « Le 19 mars il a déjà envahi Ploumodiern, Ploéven, Plounévez-Porzay, Locronan, Saint-Nic, Dinéaud [Dinéault]. Le chirurgien envoyé dans cette région compte déjà 73 morts et 100 malades à Plounévez-Porzay, 117 morts et 127 malades à Ploumodiern, 35 morts à Ploéven ».
En 1759, une ordonnance de Louis XV ordonne à la paroisse de Dinaul [Dinéault] de fournir 29 hommes et de payer 190 livres pour « la dépense annuelle de la garde-côte de Bretagne ».
Jean-Baptiste Ogée décrit ainsi Dinéault en 1778 :

« Dinault ; à 4 lieues et demie au nord-nord-ouest de Quimper, son évêché ; à 39 lieues de Rennes ;à 1 lieue un sixième de Châteaulin, sa subdélégation ; et à une demi-lieue au sud de la rivière d'Aulne. Cette paroisse, qui relève du Roi, ressortit au siège royal de Châteaulin et compte 1 300 communiants. La cure est présentée par l'abbé de Landévennec. Ce territoire, situé dans les montagnes de Meneham [ Ménez Hom ] sur le sommet desquelles on ne voit que des rochers, est très peu cultivé, si ce n'est du côté de la rivière d'Aulne qui l'arrose. Il renferme les forêts de Rolsac et Rosarnou. »

### Révolution française
Un décret de l'Assemblée nationale en date du 11 août 1792 rattache en tant que succursale la paroisse de Dinéault à celle de Cast.
Nicolas Moreau, né en 1764 à Dinéault, prêtre insermenté, fut déporté à l'île d'Aix en 1794, fut recteur d'Argol entre 1802 et 1814, avant de devenir recteur de Coray où il mourut le 17 juin 1834. Jean-Étienne Riou, né à Dinéault le 12 juin 1739 et où il fut vicaire entre 1764 et 1773 avant de devenir recteur de Lababan, fut prêtre réfractaire ; il fut guillotiné à Quimper le 27 ventôse an II (17 mars 1794). Son frère Jean Denis Riou émigra en mars 1793 en Espagne dans le diocèse de Cordoue.

### LeXIXesiècle
A. Marteville et P. Varin, continuateurs d'Ogée, décrivent ainsi Dinéault en 1843 :

« Dinéault (sous l'invocation de sainte Madeleine): commune formée par l'ancienne paroisse de ce nom, aujourd'hui succursale. (...) Principaux villages : Duault, Lanbihan, Toulancoat, Kersédan, Rosconnec, Coz-Quinquis, Gouspaing, Keranquerl, Kerguily.Superficie totale : 4 715 hectares, dont (...) terres labourables 1 015 ha, prés et pâturages 150 ha, bois 307 ha, canaux et étangs 70 ha, landes et incultes 2 810 ha, (...). Moulins : 12. Maison remarquable : le manoir de Lézaf. Ogée a écrit Dinault, et nous écrivons Dinéault, pour nous conformer à l'orthographe admise aujourd'hui. Le mot din, colline, entre évidemment dans la composition de ce nom ; en effet, Dinéault referme à son extrémité ouest la montagne du Ménéham [Ménez Hom], l'un des points les plus élevés de la Bretagne, et dont le sommet est, selon l'ingénieur des mines de Billy, à 330m. 60c. au-dessus du niveau de la mer. Cette montagne, qui est à 28 000 mètres de Brest, d'où on l'aperçoit parfaitement, paraît être un point détaché de la chaîne des Montagnes Noires, ainsi que le Ménébras, situé à l'est de la commune. Ce qu'Ogée nomme les forêts de Rolsac et de Rosarnou sont des taillis qui n'ont pas entre eux 300 hectares. Il y a foire le 22 février et le lundi de la Trinité. Géologie : grès dans le sud, terrain tertiaire moyen dans le nord ; quelques carrières d'ardoises. On parle le breton. »

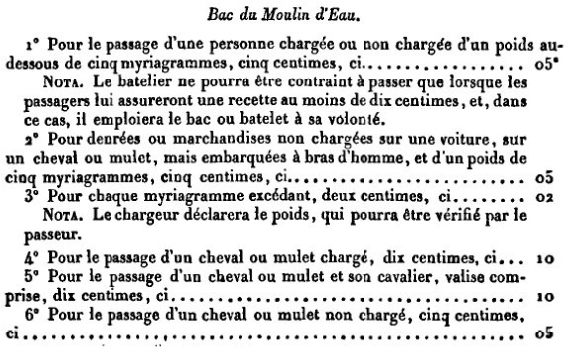
Première page des tarifs du bac du Moulin d'Eau en Dinéault permettant le franchissement de l'Aulne maritime (décret impérial du 26 février 1853).

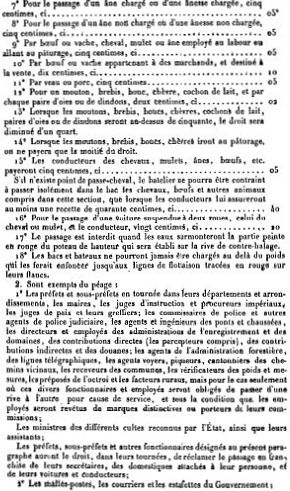
Deuxième page des tarifs du bac du Moulin d'Eau en Dinéault permettant le franchissement de l'Aulne maritime (décret impérial du 26 février 1853).

Un ancien passage empierré permettant de traverser l'Aulne maritime au lieu-dit "Meilh dour" ("Moulin à eau"), reliant Dinéault à Saint-Ségal et permettant notamment de se rendre au pardon de Saint-Sébastien (en Saint-Ségal) le 24 juillet, est visible lors des grandes marées basses. Le passage n'était pas sans risques ; un naufrage, provoqué peut-être par un mascaret, coûta la vie à 11 personnes en 1757.
En 1852, J.-M.-P.-A. Limon indique que les habitants de Dinéault coupent tous les ans, conformément aux décisions du conseil municipal les « herbes marines » (goémon).
16 moulins sont localisés sur le cadastre de 1848, dont 12 sur le Garvan (Cosquer, Kerveur, Veyer, Lézaff, Treffiec, Ty Voënnec, le Stir, Kernevez, Kergoat, Roscoat, Coz Milin, Rouistin), un sur un affluent du Garvan (moulin de Dourvénez), un sur un affluent de l´Aulne (Roudouhir) et deux sur des affluents de la rivière de l´Aulne (Moulin d´Eau, Rozarnou.
Le 15 novembre 1856 le journal La Presse écrit que la dysenterie s'est déclarée, il y a environ quinze jours, dans les communes de Quéménéven, Cast, Dinéault et Ploéven. « Il y a eu malheureusement déjà une quarantaine de décès; et soixante-dix ou quatre-vingts personnes sont encore malades ».
Le transport maritime de passagers à travers la Rade de Brest se développe, car, à la belle saison, il permettait d'éviter de longs déplacements sur des routes souvent de mauvaise qualité. Le 24 avril 1841 la compagnie Bouët inaugure un service régulier de passagers reliant Brest à Port-Launay avec escales à Lanvéoc, Landévennec et Dinéault. Pendant le Second Empire plusieurs compagnies concurrentes desservent depuis Brest les différents ports de la presqu'île de Crozon. En 1894 est fondée la "Société anonyme des Vapeurs Brestois" qui organise des sorties dominicales vers Le Fret, Roscanvel, Camaret, , etc..
Le chemin de grande communication n°26 (actuel RD 60) allant de Châteaulin à Crozon via Dinéault et Trégarvan est classé en 1868 ; la construction d'un pont sur le Garvan permet d'éviter la difficulté et le danger même que représentait la traversée de la grève. L'aménagement du chemin de grande communication n°47 (actuel RD 47) allant du Faou à Douarnenez via un bac entre Rosnoën et Dinéault et traversant les communes de Plomodiern, Ploéven et Plonévez-Porzay commence en 1871. Cet axe au tracé difficile notamment en raison de la montagne du Ménez Hom traverse la commune de Dinéault sur 6 844 mètres.
L'école publique de filles (actuelle salle polyvalente) est construite en 1873 par l'architecte Jules Boyer ; l'école publique des garçons est achevée en 1886 par l'architecte Armand Gassis (actuelle école publique) : l'école privée Sainte-Anne est construite à la fin du XIXe siècle.
En 1873 l'établissement d'un octroi dans la commune de Dinéault est autorisé.
En octobre 1873 des loups ont tué cinq moutons aux environs de Châteaulin ; un agriculteur de Dinéault a tué 5 loups en six mois. Le 30 novembre 1877 Le Petit Journal écrit : « Un loup enragé vient d'être signalé comme parcourant la campagne (...). Dans une ferme, en face du Ménez-Bras, il a littéralement dévoré la tête d'un enfant, déchiré ensuite un second enfant d'une douzaine d'années, dans une ferme sise un peu plus haut ; quatre personnes ont été horriblement abîmées, entr'autres une jeune fille de 22 ans et un petit garçon qui est mort quelques heures après. Plus de dix personnes auraient été atteintes.Cette horrible bête a fait, en outre, une masse de victimes sur la race animale, aussi la panique était-elle indescriptible à la foire [de Châteaulin]. Le terrible carnassier a été abattu par un agriculteur de Dinéault, qui l'avait surpris au moment où il était en train d'attaquer le chien, à l'attache dans sa cour ».
Une épidémie de choléra fit 6 morts à Dinéault en mars 1886.
En octobre 1894 deux douaniers partis en canot du port de Dinéault disparurent en rade de Brest.
Le journal La Croix indique que les catholiques ont remporté les élections municipales de Dinéault en 1897.

### LeXXesiècle

#### La Belle Époque

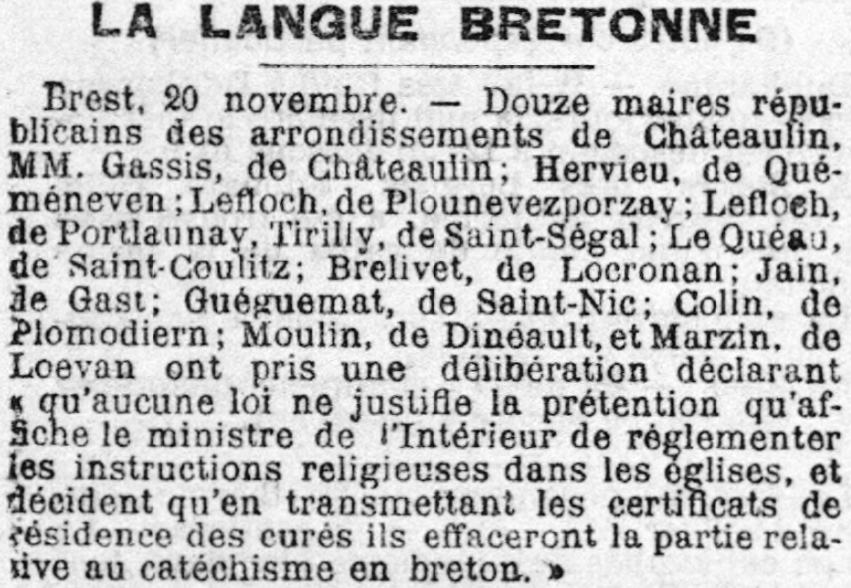
Protestation de 12 maires de l'arrondissement de Châteaulin (dont le maire de Dinéault) qui déclarent refuser d'indiquer sur les certificats de résidence des curés s'ils utilisent la langue bretonne lors de l'instruction religieuse (catéchisme, sermons).

En réponse à une enquête épiscopale organisée en 1902 par Mgr Dubillard, évêque de Quimper et de Léon en raison de la politique alors menée par le gouvernement d'Émile Combes contre l'utilisation du breton par les membres du clergé, le recteur de Dinéault, l'abbé Berthou, déclare :  « Depuis six ans que je suis recteur de Dinéault, je n'ai rencontré que deux ou trois enfants qui aient appris le catéchisme français ; le fils de l'instituteur et les deux nièces de l'institutrice ». Il ajoute : « Je ne sais pas si sur une population de 2 100 habitants, on rencontrerait 100 personnes capables de comprendre les instructions françaises ».
Le 18 juillet 1905 plus de 500 convives assistèrent dans le village de Kervavill en Dinéault au banquet du double mariage de deux sœurs Marie-Anne et Anne-Marie Hélias avec respectivement Yves Le Gall, de Dinéault (mais né à Rosnoën) et Yves Hervé Le Quéau, frère du maire de Saint-Coulitz.
Le 10 juin 1911 des biens ayant appartenu à la fabrique de Dinéault furent vendus aux enchères publiques à Quimper, ce qui suscita des protestations, notamment de Mgr Duparc, menaçant d'excommunication les acheteurs.
Un décret en date du 10 février 1916 autorisa la création, dans la commune de Dinéault, d'un bureau de bienfaisance dont la dotation fut constituée au moyen des biens ayant appartenu à la fabrique de l'église et mis sous séquestre à la suite de la Querelle des Inventaires.

#### La Première Guerre mondiale
Le monument aux morts de Dinéault porte les noms de 119 soldats et marins morts pour la France pendant la Première Guerre mondiale ; parmi eux 7 au moins sont des marins disparus en mer ; 4 au moins sont morts en Belgique :  Guillaume Fouron le 25 octobre 1914 à Pervyse, Yves Gabriel Miossec est mort dans les combats de Maissin dès le 22 août 1914, Hervé Miossec est mort le 19 mars 1915 à Nieuport et Hervé Sibiril dans ce même pays le 6 septembre 1917 à Oostvleteren ; Gabriel Miossec, soldat au 6e régiment d'infanterie coloniale, est disparu le 21 juin 1915 à Achibaba (Turquie) ; François Guénolé est mort de maladie contractée en service (probablement la grippe espagnole) le 28 juillet 1918 à Salonique (Grèce) ; la plupart des autres sont morts sur le sol français.

#### L'Entre-deux-guerres

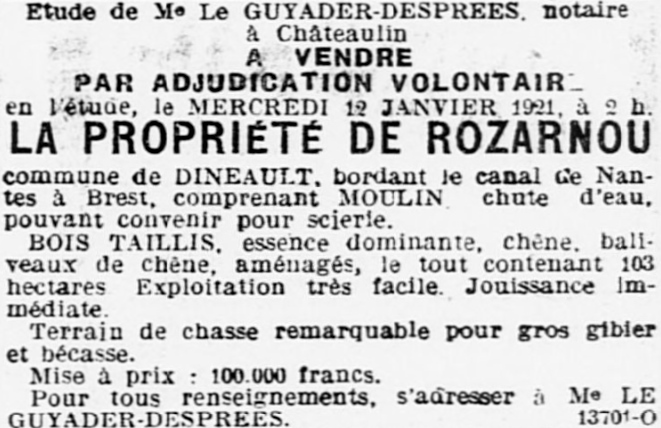
Annonce de la mise en vente de la propriété de Rozarnou en 1921 (journal L'Ouest-Éclair du 9 janvier 1921).
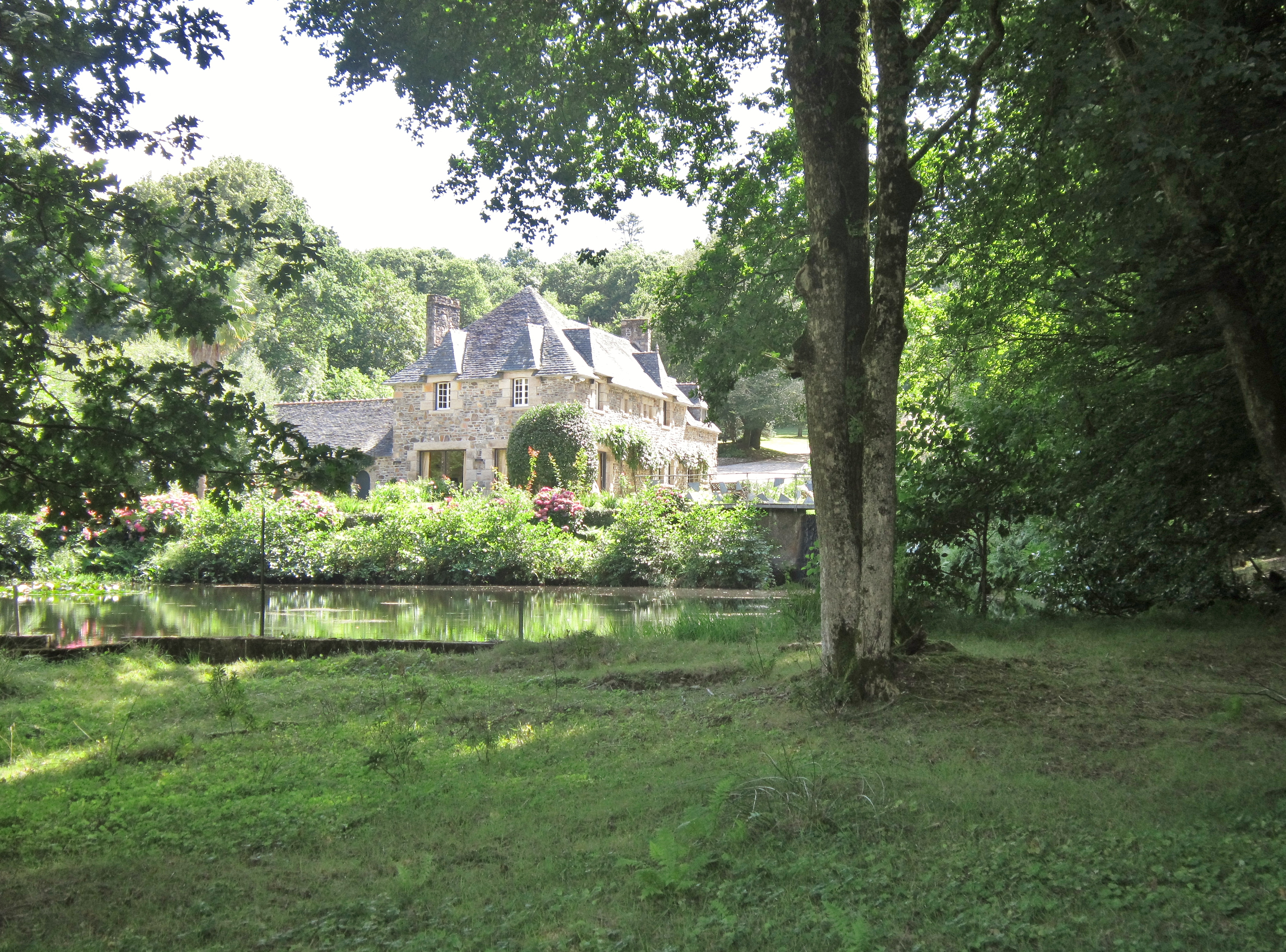
La propriété de Rozarnou en 2018.

#### La Seconde Guerre mondiale
Guillaume Denniélou, matelot chauffeur à bord du patrouilleur auxiliaire Sergent Gouarne, est mort en mer le 26 mars 1943 lors du naufrage de celui-ci, coulé par un sous-marin allemand.
L'« Association sportive dineaultaise » (pratique du football, de l'athlétisme et de la natation) est déclarée en sous-préfecture de Châteaulin le 2 avril 1942 ; elle a son siège à l'école libre de garçons.

## Démographie
| 1793  | 1800  | 1806  | 1821  | 1831  | 1836  | 1841  | 1846  | 1851  |
| ----- | ----- | ----- | ----- | ----- | ----- | ----- | ----- | ----- |
| 1 362 | 1 376 | 1 381 | 1 635 | 1 584 | 1 732 | 1 667 | 1 698 | 1 667 |

| 1856  | 1861  | 1866  | 1872  | 1876  | 1881  | 1886  | 1891  | 1896  |
| ----- | ----- | ----- | ----- | ----- | ----- | ----- | ----- | ----- |
| 1 624 | 1 658 | 1 706 | 1 828 | 1 877 | 1 966 | 1 974 | 2 060 | 2 053 |

| 1901  | 1906  | 1911  | 1921  | 1926  | 1931  | 1936  | 1946  | 1954  |
| ----- | ----- | ----- | ----- | ----- | ----- | ----- | ----- | ----- |
| 2 069 | 2 061 | 2 134 | 1 738 | 1 773 | 1 710 | 1 681 | 1 622 | 1 537 |

| 1962  | 1968  | 1975  | 1982  | 1990  | 1999  | 2005  | 2006  | 2010  |
| ----- | ----- | ----- | ----- | ----- | ----- | ----- | ----- | ----- |
| 1 517 | 1 364 | 1 520 | 1 661 | 1 550 | 1 391 | 1 699 | 1 699 | 1 757 |

| 2015  | 2020  | 2022  | - | - | - | - | - | - |
| ----- | ----- | ----- | - | - | - | - | - | - |
| 2 164 | 1 864 | 1 858 | - | - | - | - | - | - |

Dinéault est, selon l'Insee, après Penmarch, la commune du Finistère ayant perdu le plus d'habitants (- 327 habitants) entre 2015 et 2021.

## Monuments et patrimoine bâti

### Monuments
- L'église paroissiale Sainte-Marie-Madeleine du XVIIe siècle, restaurée au XIXe siècle.

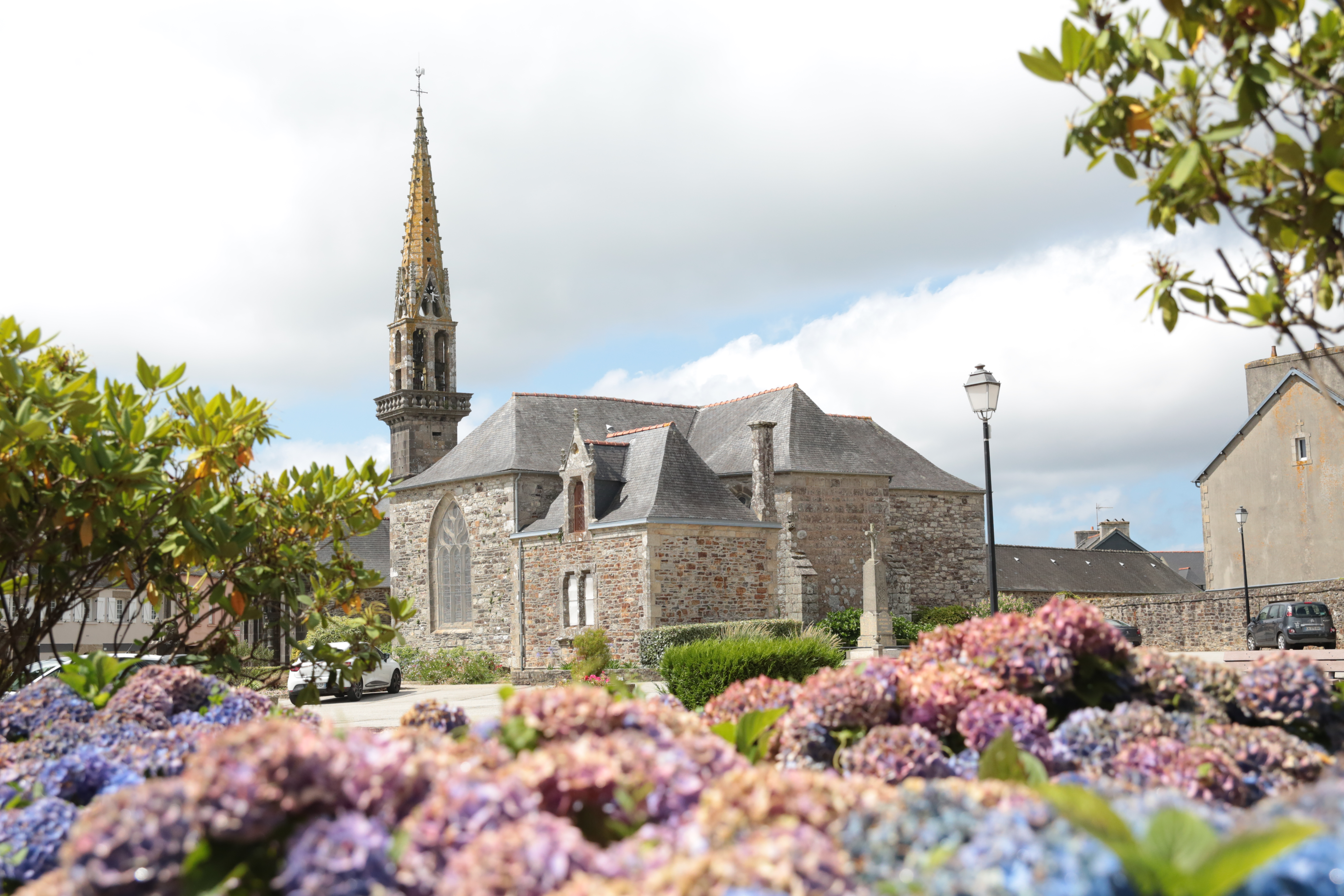
Dinéault, église paroissiale Sainte-Marie-Madeleine, vue extérieure d'ensemble.
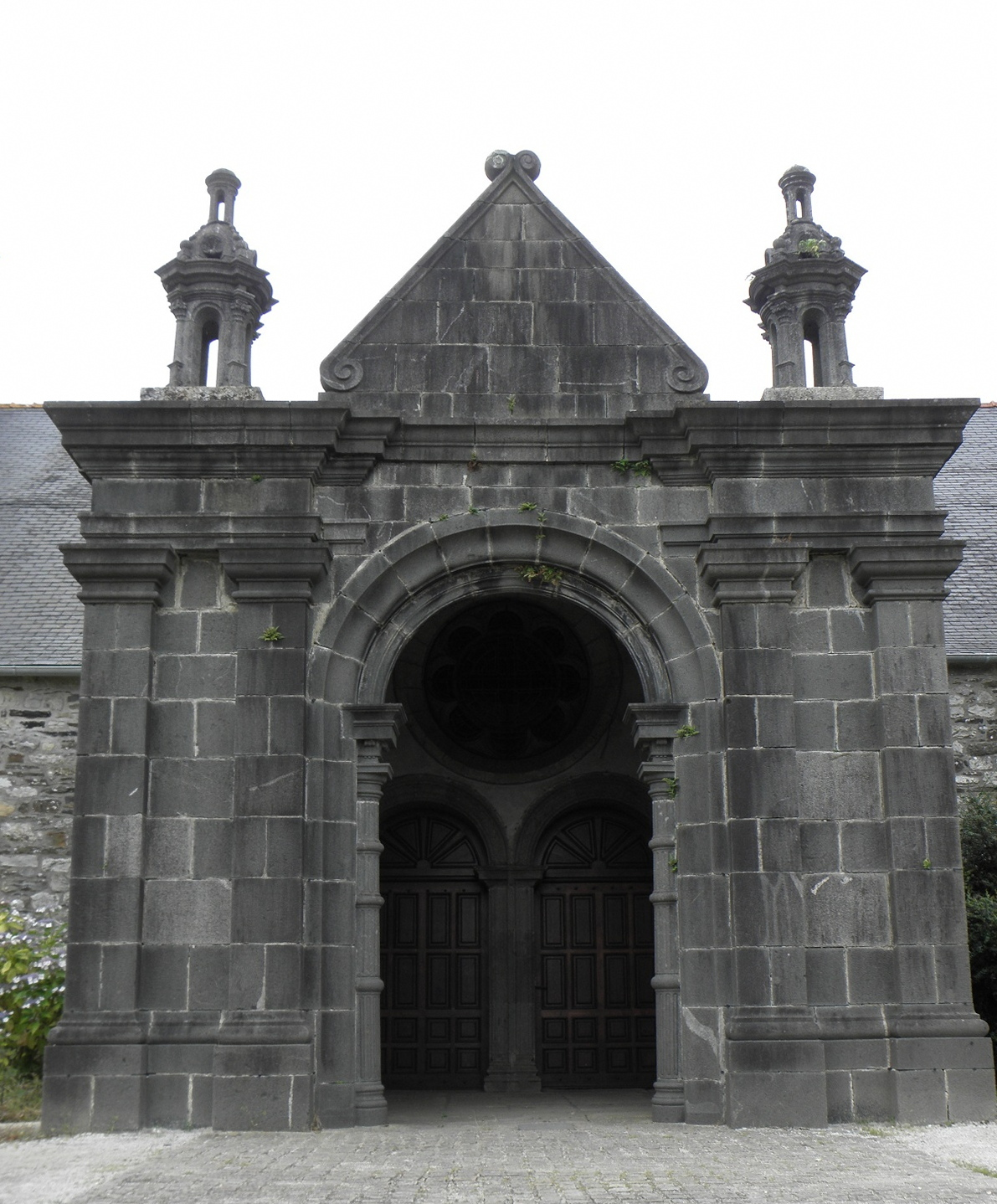
Dinéault, église paroissiale Sainte-Marie-Madeleine, porche sud.
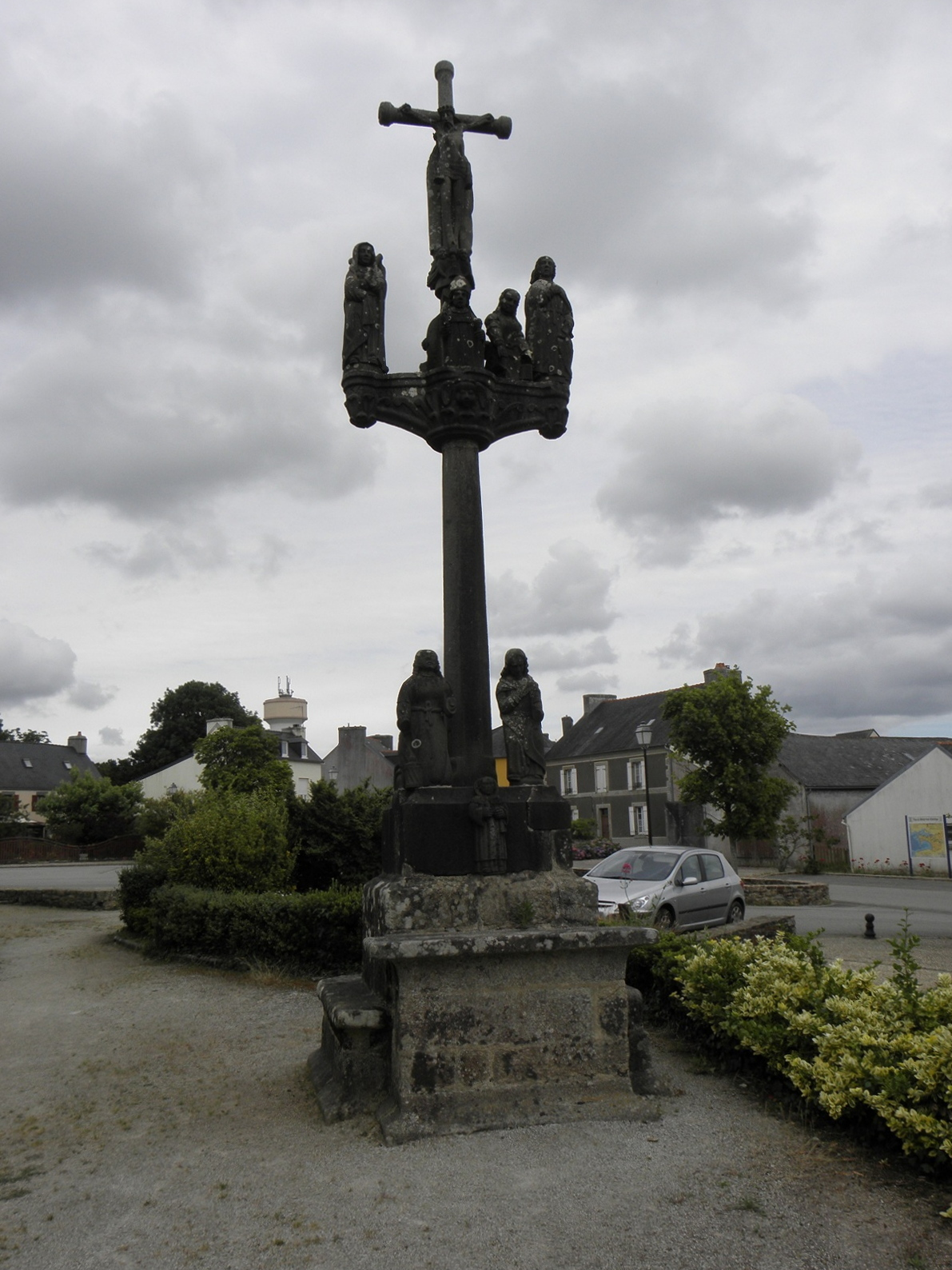
Dinéault : le calvaire de l'enclos paroissial (construit par Roland Doré).
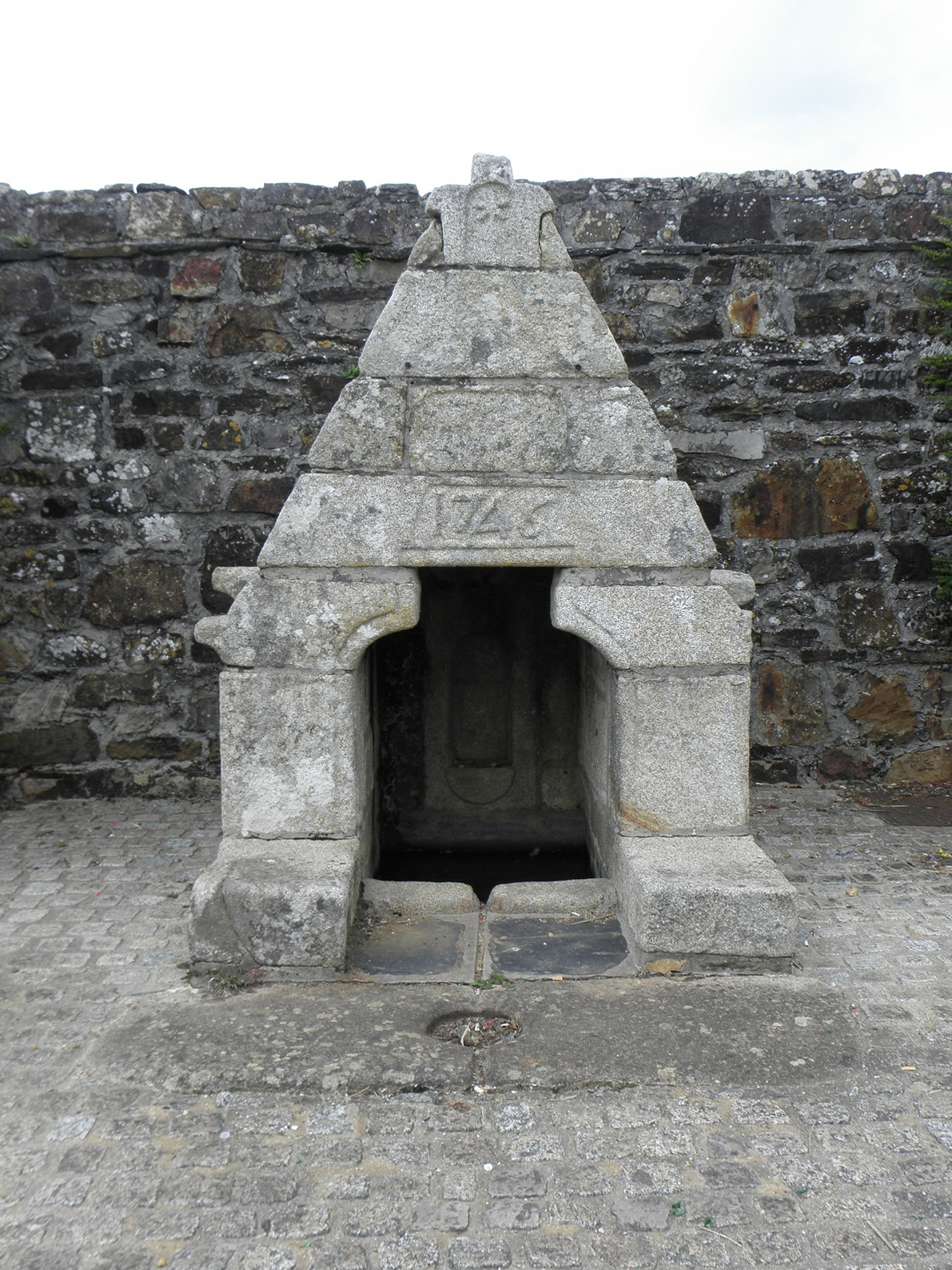
Dinéault : la fontaine de dévotion (datée de 1746) située près de l'église Sainte-Marie-Madeleine.
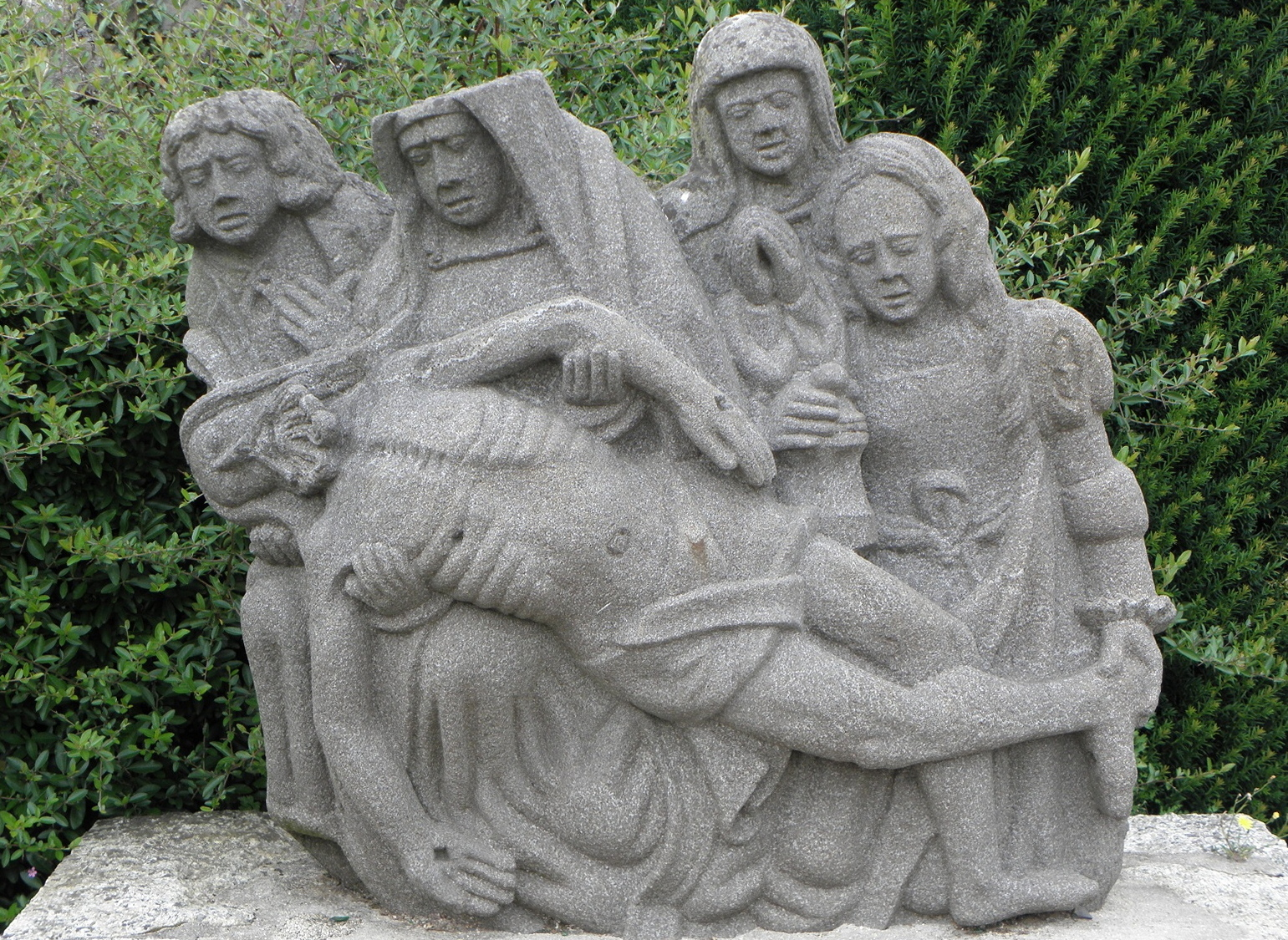
Dinéault : groupe statuaire de la Déploration (se trouve près de la fontaine de dévotion).

- La chapelle Saint-Exupère ou Saint-Exuper (San Dispar ou San Ispar en breton) au lieu-dit Loguispar, reconstruite en 1892-1893 tout en conservant de la chapelle antérieure le clocher et la façade datant de 1669. Le vitrail "Vierge à l'Enfant entourée de sainte Marie-Madeleine, de saint Paterne et du donateur Raoul de Kersauson, seigneur de Coëtloguer et de Rosarnou"[86], datant de 1535 et provenant de l'ancienne chapelle Saint-Exupère de Dinéault, fut acquis en 1896 par la "Société Archéologique du Finistère" à qui il fut vendu pour financer la reconstruction de la chapelle[87].

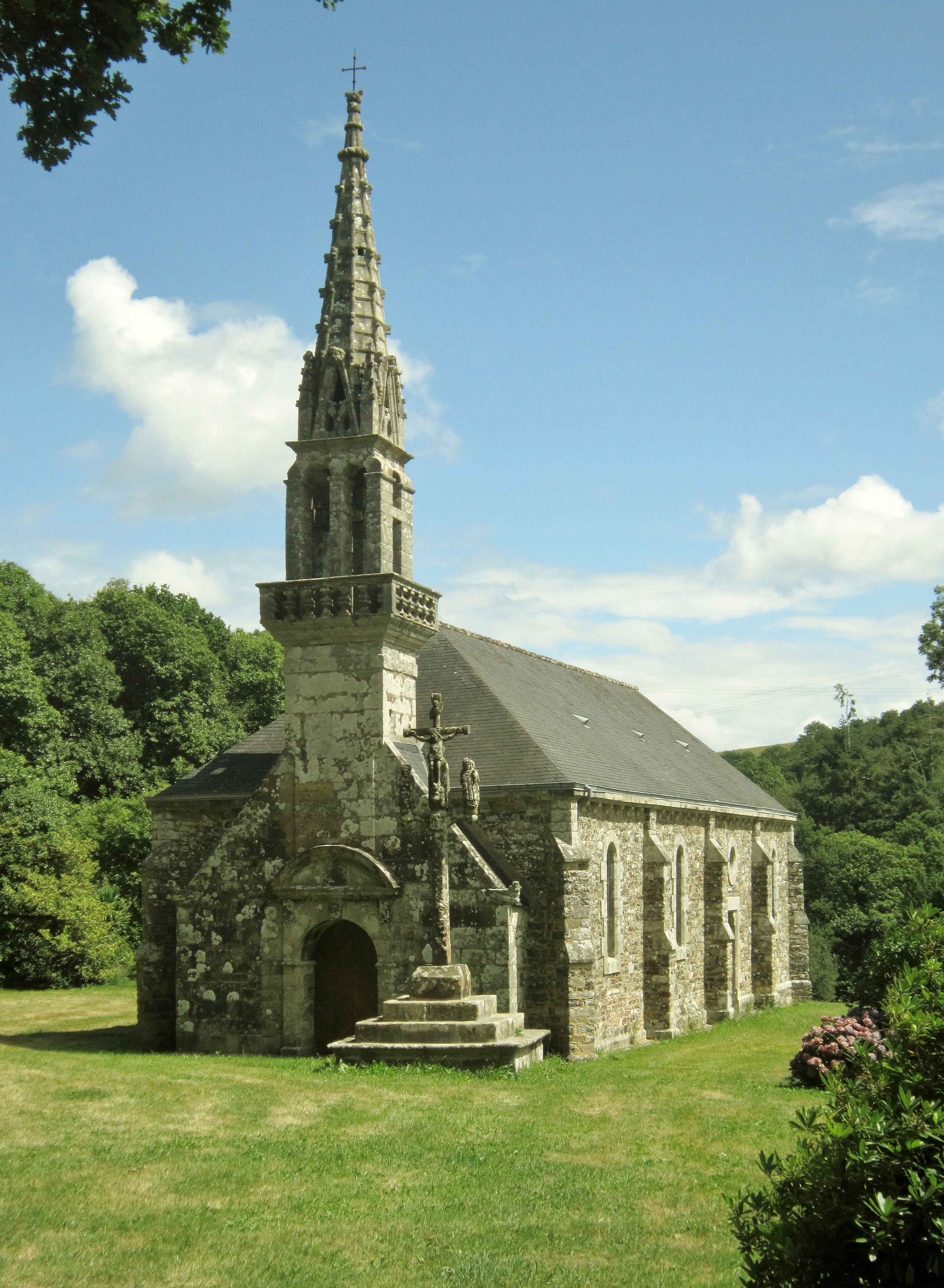
La chapelle Saint-Exupère et son calvaire : vue extérieure d'ensemble.
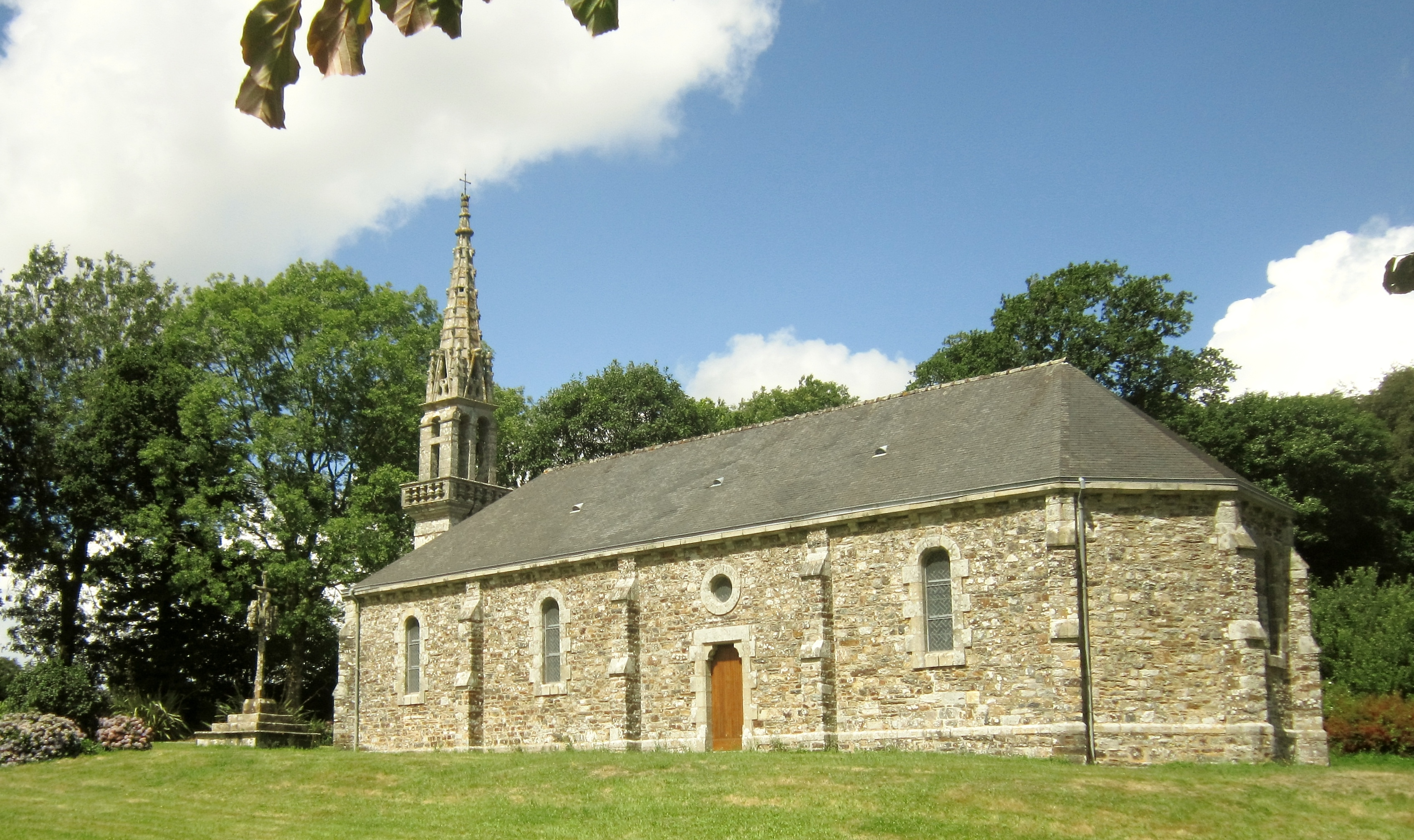
La chapelle Saint-Exupère, vue extérieure d'ensemble.
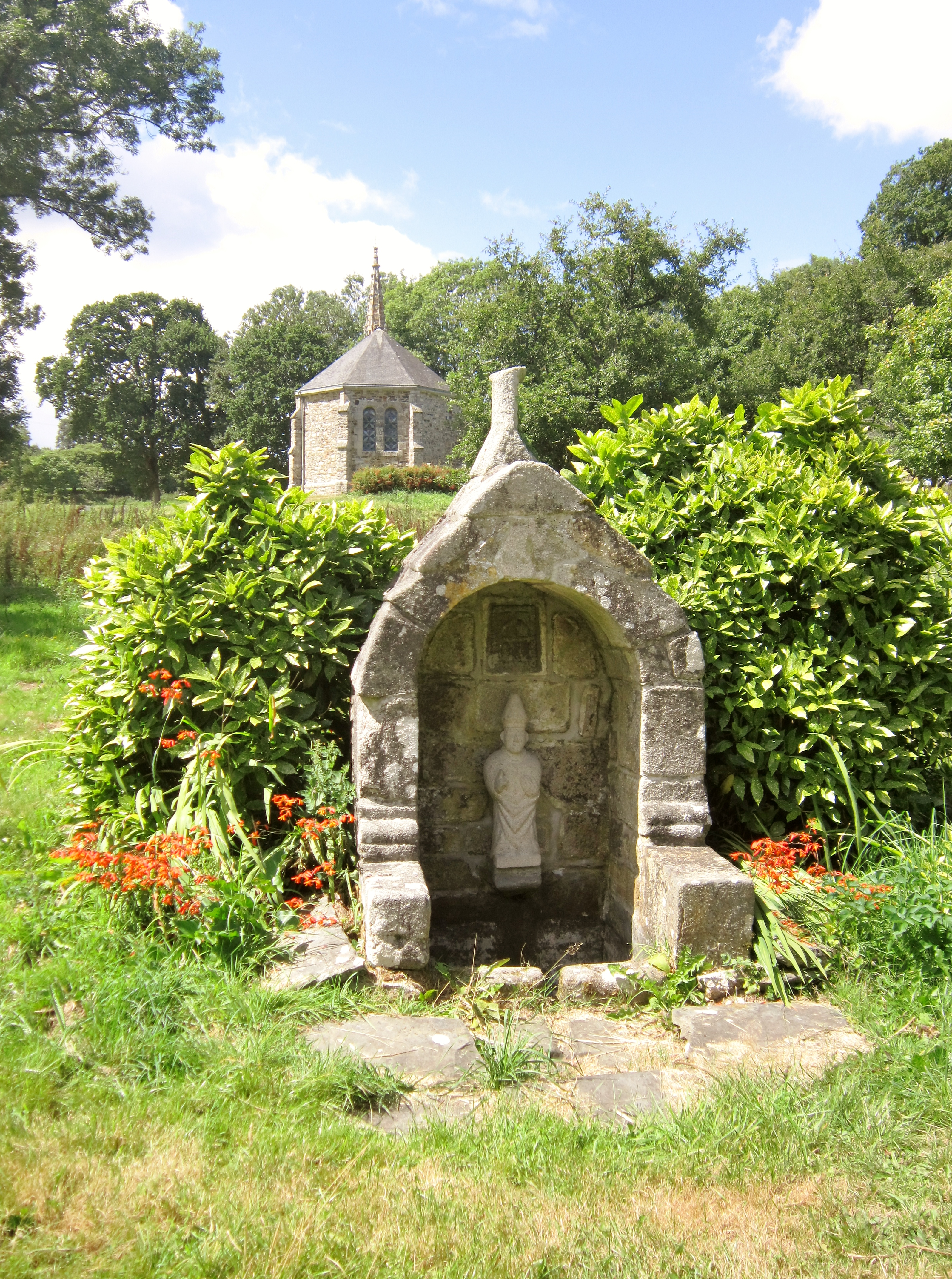
La fontaine dans l'enclos de la chapelle Saint-Exupère, laquelle est visible à l'arrière-plan.
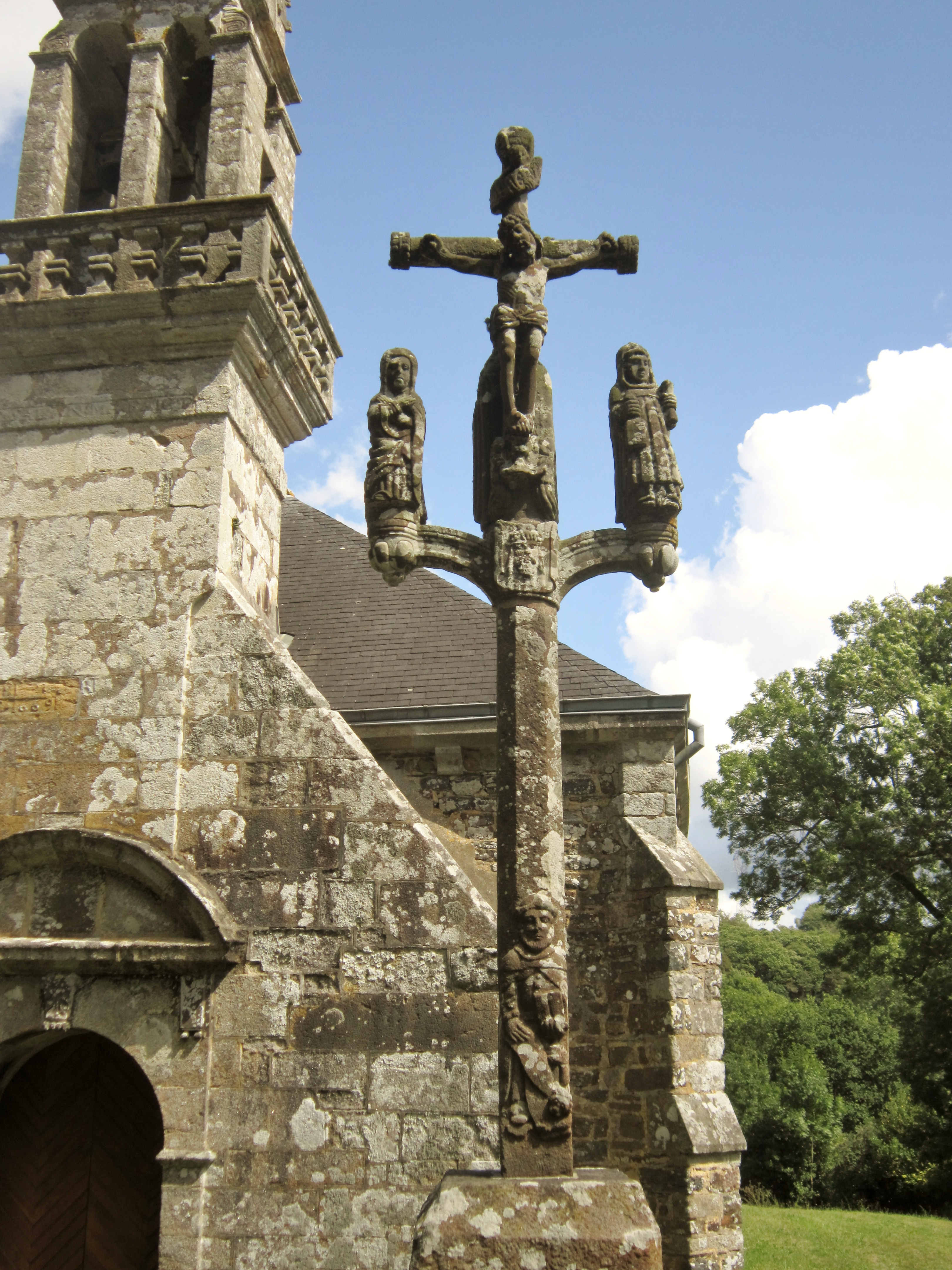
Le calvaire dans l'enclos de la chapelle Saint-Exupère.
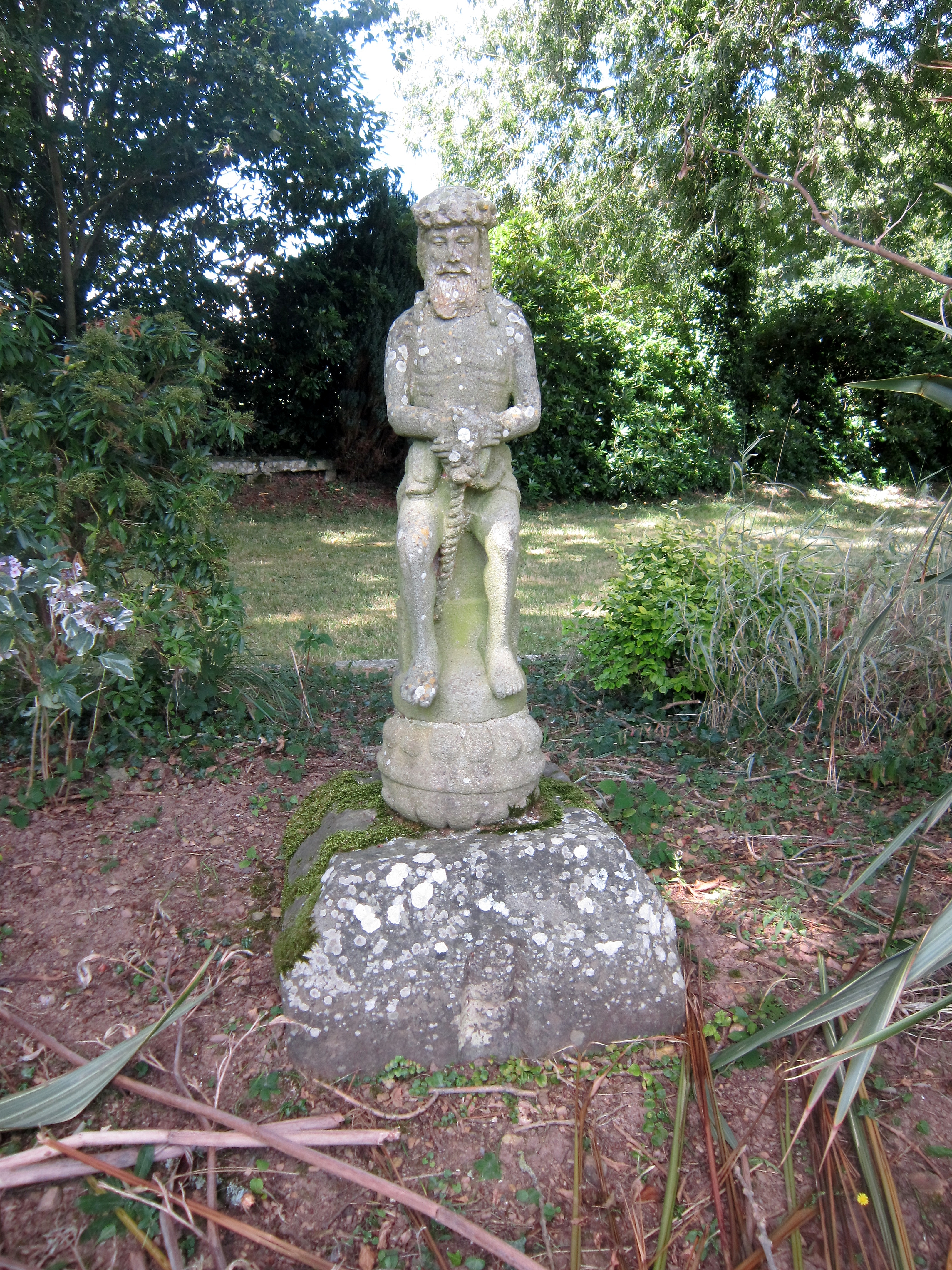
Statue de saint Exupère (Exupère de Bayeux) dans l'enclos de la chapelle Saint-Exupère.

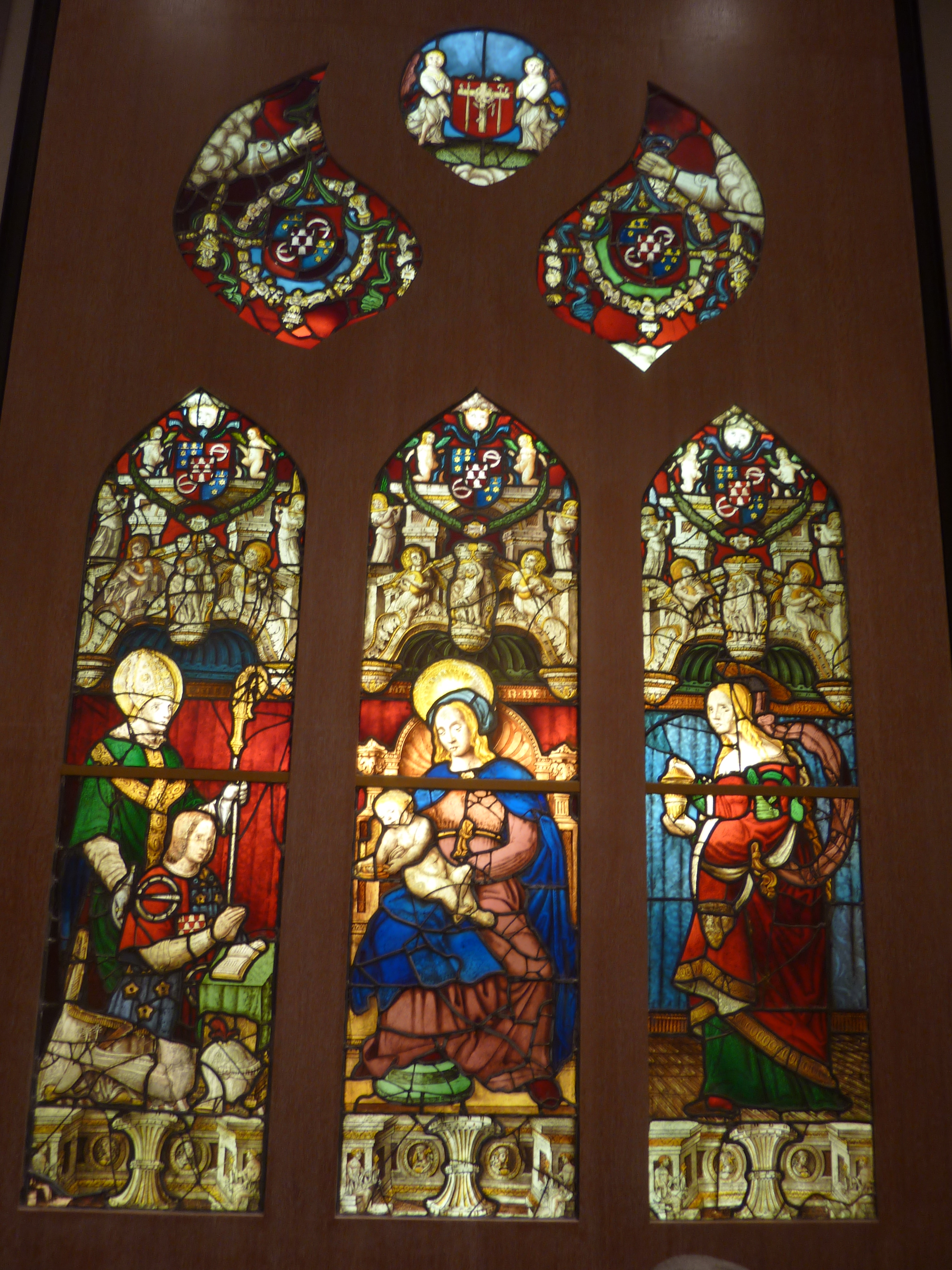
Vitrail de la "Vierge à l'Enfant entourée de sainte Marie-Madeleine, de saint Paterne et du donateur Raoul de Kersauson" qui se trouvait dans la chapelle Saint-Exupère (désormais visible au "Musée départemental breton" de Quimper).

- En 1999, Dinéault a accueilli la première éolienne installée en Finistère, sur le site de Ménez-Braz. Celle-ci a été partiellement détruite par une tempête le 8 février 2016[88]. Le parc éolien de Dinéault compte actuellement quatre éoliennes.
- En 1913, un agriculteur de la commune découvrit la tête d'une statue gallo-romaine en bronze alors qu'il défrichait un champ, à Kerguilly (en Dinéault), au lieu-dit Gorre Arc'hoad. Le casque, de type celtique, présente des caractéristiques du modèle grec, et la base du cimier représente un oiseau prenant son vol (peut-être une oie sauvage)[89]. Après la Première Guerre mondiale, ce cultivateur entreprit de vérifier si le reste de la statue ne se trouvait pas sur le lieu de sa première découverte. Il trouva alors, dans une cavité creusée dans le sol le corps d'un personnage féminin qui aurait mesuré environ 70 cm, vêtu d'une longue robe à plis sans ceinture, ainsi que deux bras nus encore en place et des pieds chaussés de sandales. Le corps de la statue était malheureusement en mauvais état et se détériora encore davantage pendant la Seconde Guerre mondiale lorsque celle-ci fut enfouie à nouveau pour échapper à la récupération des métaux non ferreux. Le corps ne put finalement être conservé. La statue fut acquise en 1972 par le musée de Bretagne (à Rennes) où elle est toujours exposée. Datée de la seconde moitié du Ier siècle, elle fut surnommée la « Brigitte du Ménez Hom » ou la « déesse du Ménez-Hom »[90] par les archéologues. Une copie se trouve dans le hall de la mairie.

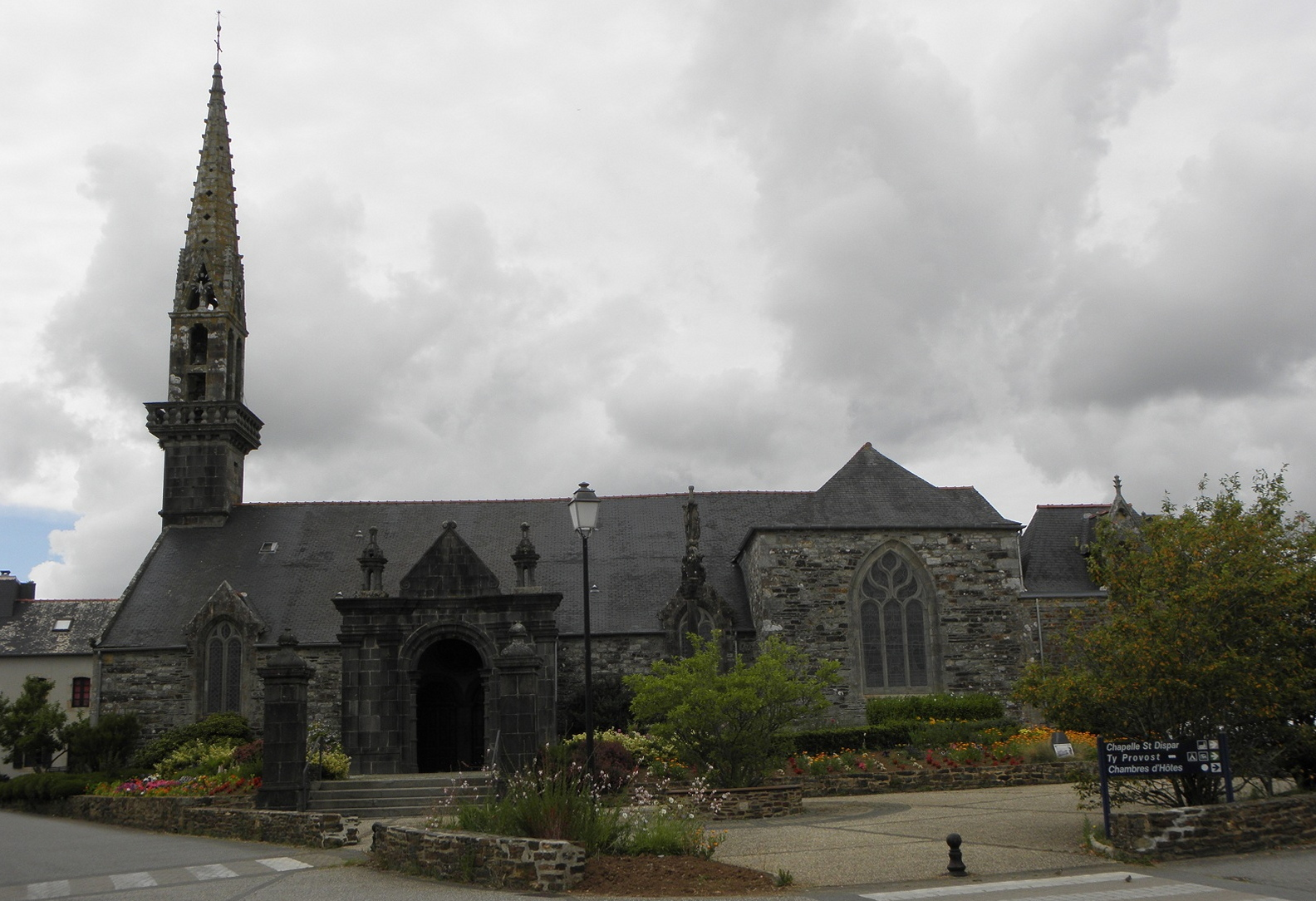
L'église paroissiale Sainte-Marie-Madeleine.
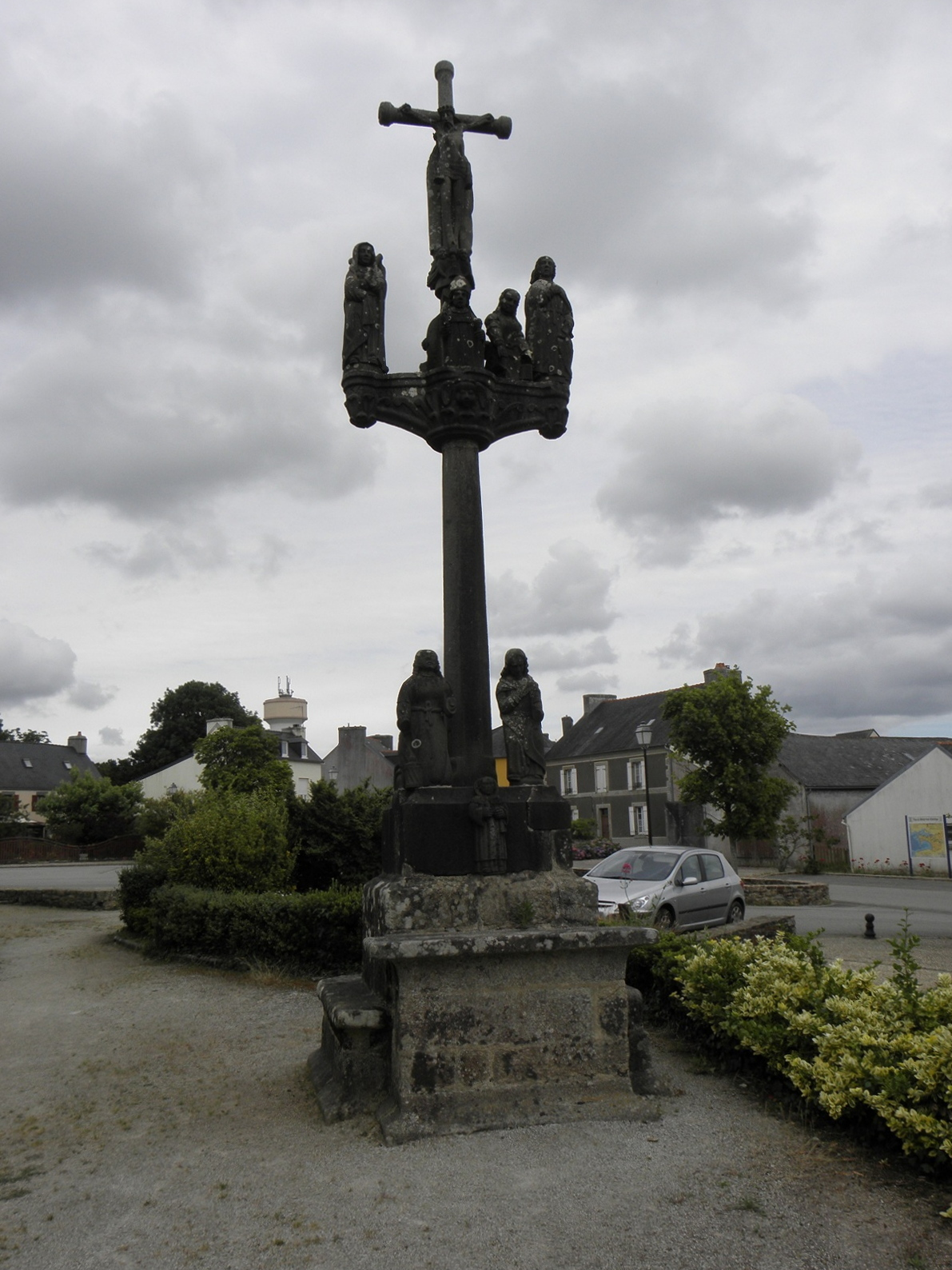
Le calvaire de l'enclos paroissial, sculpté par Roland Doré.
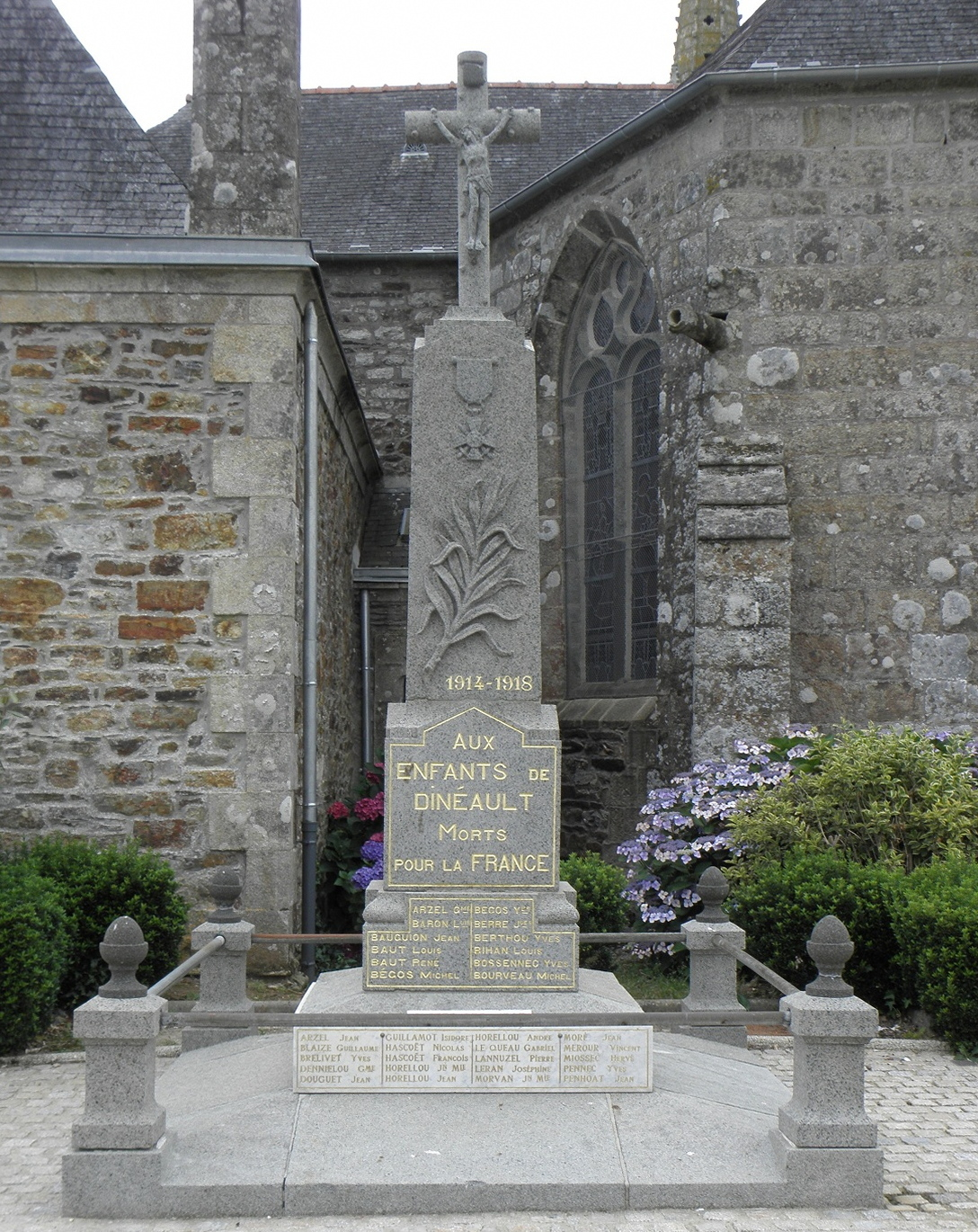
Le monument aux morts de Dinéault.
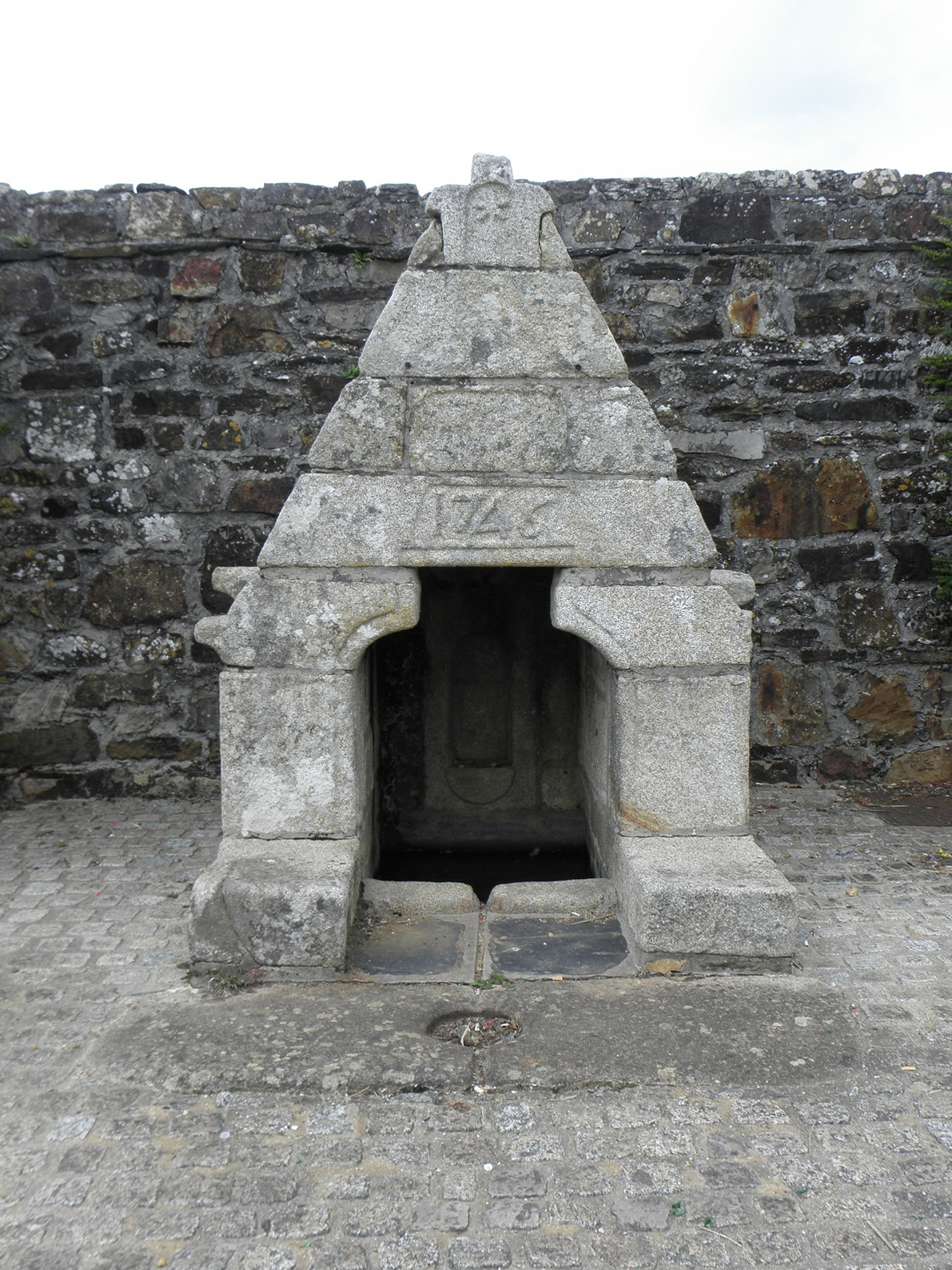
La fontaine de dévotion au chevet de l'église.
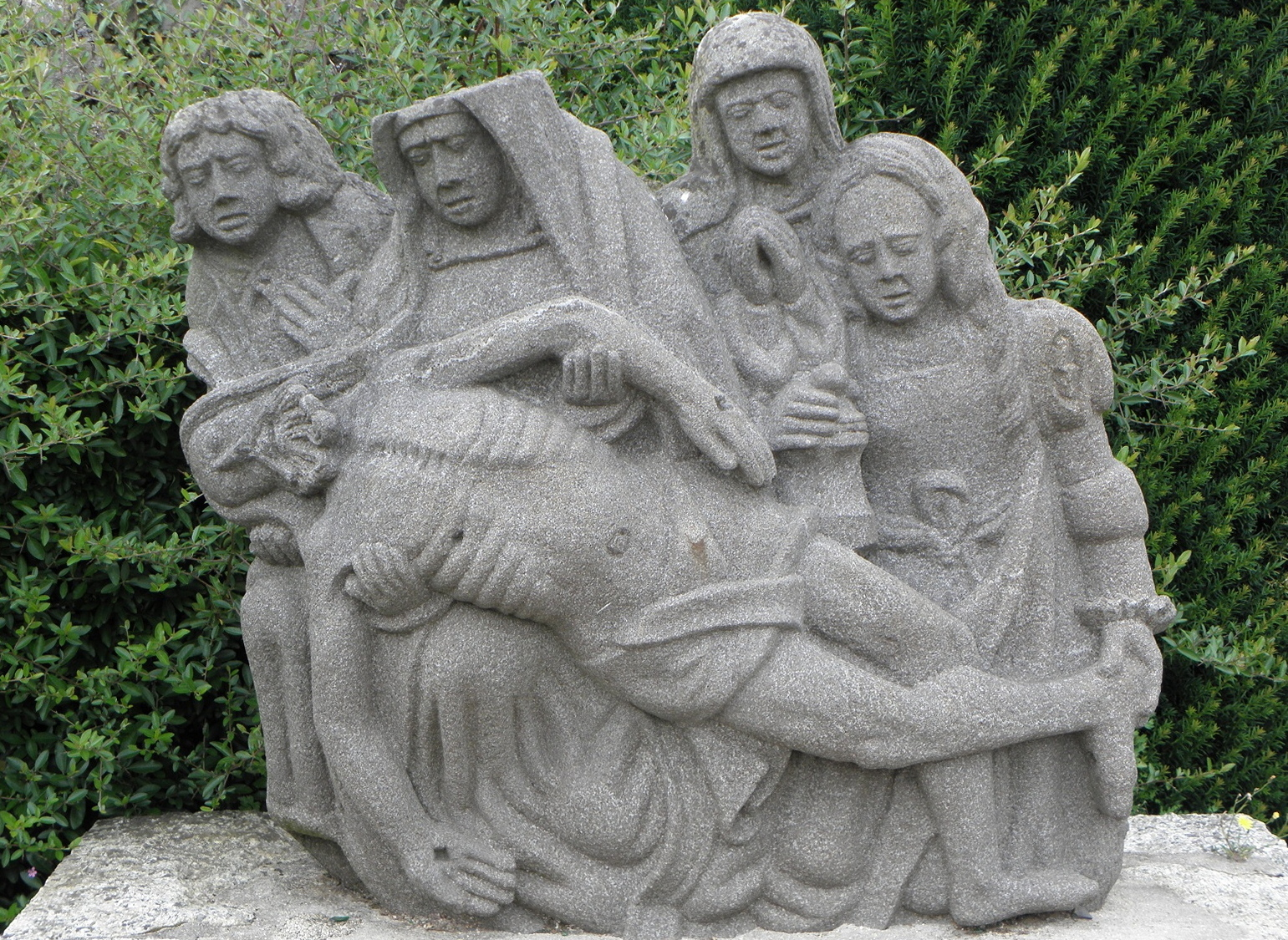
Déploration sur la mort du Christ près la fontaine de dévotion de l'église.

### Le patrimoine rural bâti
Un inventaire du patrimoine architectural bâti de Dinéault a été effectué entre 1968 et 1972. La commune se distingue par la qualité de ses paysages dont l´Aulne maritime et surtout le Ménez Hom, site classé depuis 2004, « en raison de ses caractères pittoresque et légendaire » et par son patrimoine bâti : en dehors du bourg (exclu de l'enquête) 74 maisons ou écarts ont été répertoriés dont 10 ont fait l'objet d'une présentation détaillée : les anciennes fermes Lézaff, Ty Bianet, Ty Voënnec, Keralliou, Kélécun, Trévoazec et les écarts ou hameaux de Kerbastard, Kerjean, Kermoguen et Rosconnec.

## Événements
- Le Passage, site naturel au bord de l'Aulne, accueille le festival de jazz Ménez-Hom Jazz et Découvertes le dernier week-end de juin[93] avec l'aide des associations locales et la municipalité.

## Littérature
- « La mère qui pleurait trop son fils », un conte recueilli auprès d'un vieux sonneur de biniou en 1887 à Dinéault par Anatole Le Braz se trouve dans La légende de la mort chez les Bretons armoricains[94].

## Personnalités liées à la commune
- Amiral Te'Oar (Amiral Tu Sais), surnom breton du patron de la seule gabarre du « port » du Treiz[95].
- Édouard Le Jeune, ancien résistant, maire de Dinéault entre 1951 et 1989, sénateur à deux reprises, en tout pendant 27 ans.
- Hervé-Marie Le Cléac'h, SS.CC, 1915- 2012. Ancien évêque émérite de Taiohae ou Tefenuaenata, Polynésie française.